# République de Volterra
XIIe siècle – 1361
La république de Volterra était une république communale de l'Italie médiévale qui exista entre le milieu du XIIe siècle et 1361, date de son intégration à la république de Florence.

## Histoire

### L'émergence de la commune de Volterra

#### Volterra, dépendance du marquisat de Toscane
La cité de Volterra était comprise dans le marquisat de Toscane, lui-même fief du royaume d'Italie. Les marquis de Toscane héréditaires, jusqu'à la mort de la comtesse Mathilde en 1115, en avaient la possession effective. Cette dernière disposait d'un palais à l'intérieur des murs. Par la suite, les marquis amovibles nommés par l'empereur séjournèrent quelquefois à proximité de la cité, tel le marquis Rampert, présent dans le comté de Volterra en 1131. La ville a eu parfois sous le gouvernement de ces marquis des comtes propres. Ainsi, un certain Tedice, fils de Gherardo, était comte de Volterra vers 991 sous Otton III.

#### L'émancipation de la commune de Volterra face au pouvoir impérial et au pouvoir épiscopal
Vers la fin du XIe ou au début du XIIe siècle, les habitants se donnèrent des consuls et se dotèrent ainsi des premiers organes d'un gouvernement autonome de la cité. Les consuls de Volterra devaient à l'origine prêter serment chaque année devant le représentant de l'empereur (comte propre, marquis de Toscane ou évêque). Cependant, comme dans toutes les communes du nord et du centre de la péninsule italienne, les consuls acquirent une autorité de plus en plus importante à l'occasion de la lutte du sacerdoce et de l'Empire.

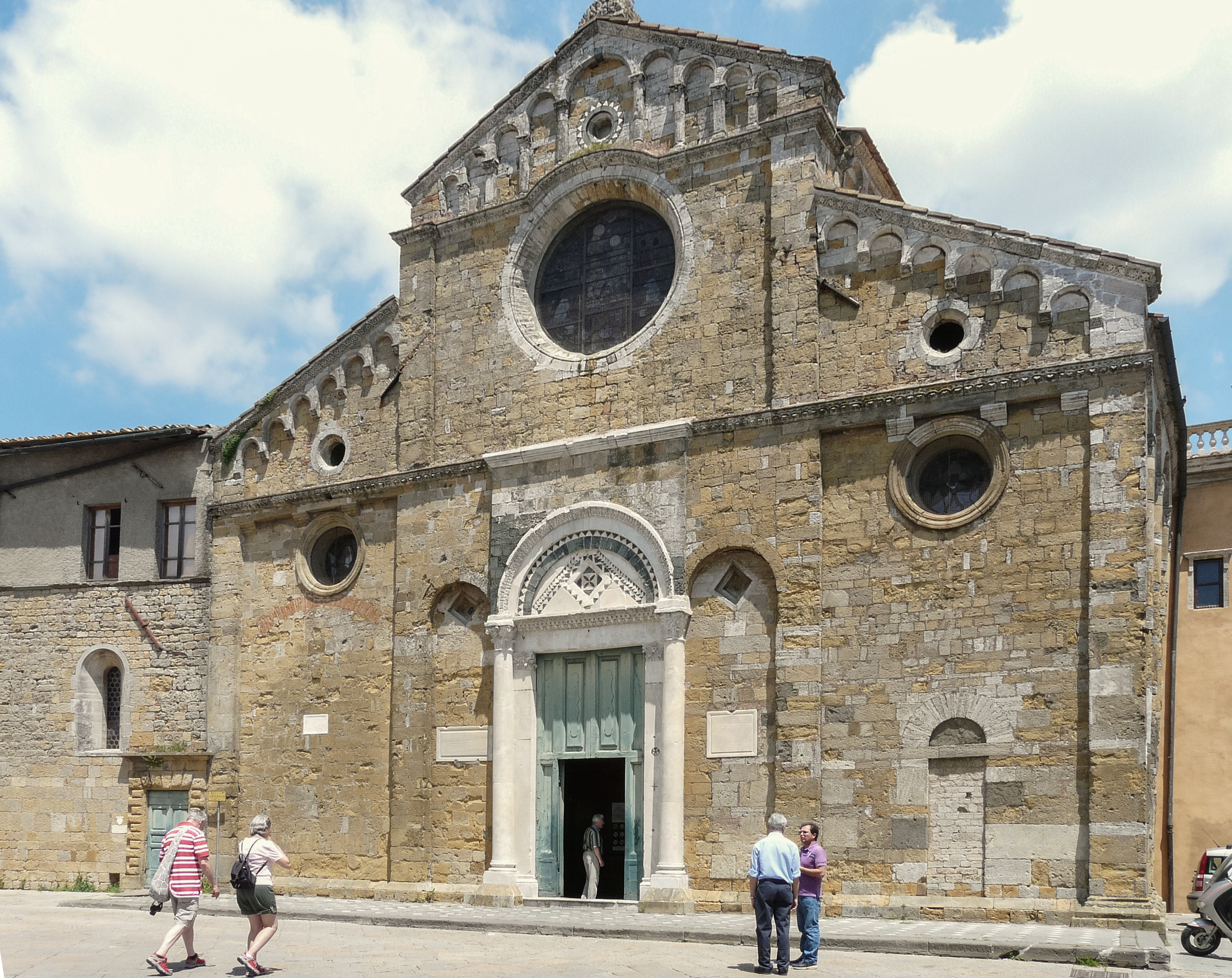
La façade de la cathédrale de Volterra, où fut assassiné l'évêque Galgano Pannocchieschi en 1170.

Pour lutter contre cette puissance montante de la commune de Volterra, l'empereur Frédéric Barberousse donna à l'évêque Galgano Pannocchieschi en 1164 la seigneurie sur la cité, ainsi que sur tous les châteaux de son diocèse. Le même Frédéric Barberousse nomma en 1185 l'évêque Ildebrando Pannocchieschi prince de Volterra. L'empereur Henri VI reconnut également le titre de prince à l'évêque Ildebrando Pannocchieschi et lui confirma la seigneurie de la cité de Volterra et d'un grand nombre de châteaux, ainsi que des mines d'argent et du château de Montieri,,.
Malgré ces privilèges accordés par les empereurs, les évêques ne réussirent pas à établir durablement leur pouvoir sur la cité même. En effet, lorsqu'en 1167 Frédéric Barberousse prit et pilla Rome, les habitants de Volterra suivirent le parti du pape Alexandre III. Dès lors, ils ne reconnurent plus l'autorité du prince-évêque, représentant de l'empereur, et les consuls furent choisis sans que soit recherché son consentement. L'opposition à l'évêque atteignit sont paroxysme en 1170 lorsque Galgano Pannocchieschi, qui avait instauré une seigneurie despotique sur Volterra, fut massacré à l'entrée de sa cathédrale par la population. Frédéric Barberousse décréta alors en 1184 que Volterra serait privée de toute autorité sur son contado. De fait, le pouvoir communal s'exerça sur la cité même, tandis que le pouvoir temporel de l'évêque s'exerça sur la campagne et les châteaux environnants. Henri VI interdit ensuite que les consuls soient élus sans la permission et la volonté de l'évêque, mais cette interdiction ne fut suivie d'aucun effet. Les habitants de Volterra ne reconnurent ainsi que l'autorité personnelle de l'empereur, tout en s'en affranchissant de plus en plus, profitant de la faiblesse et de l'éloignement de celui-ci.

#### La république aristocratique

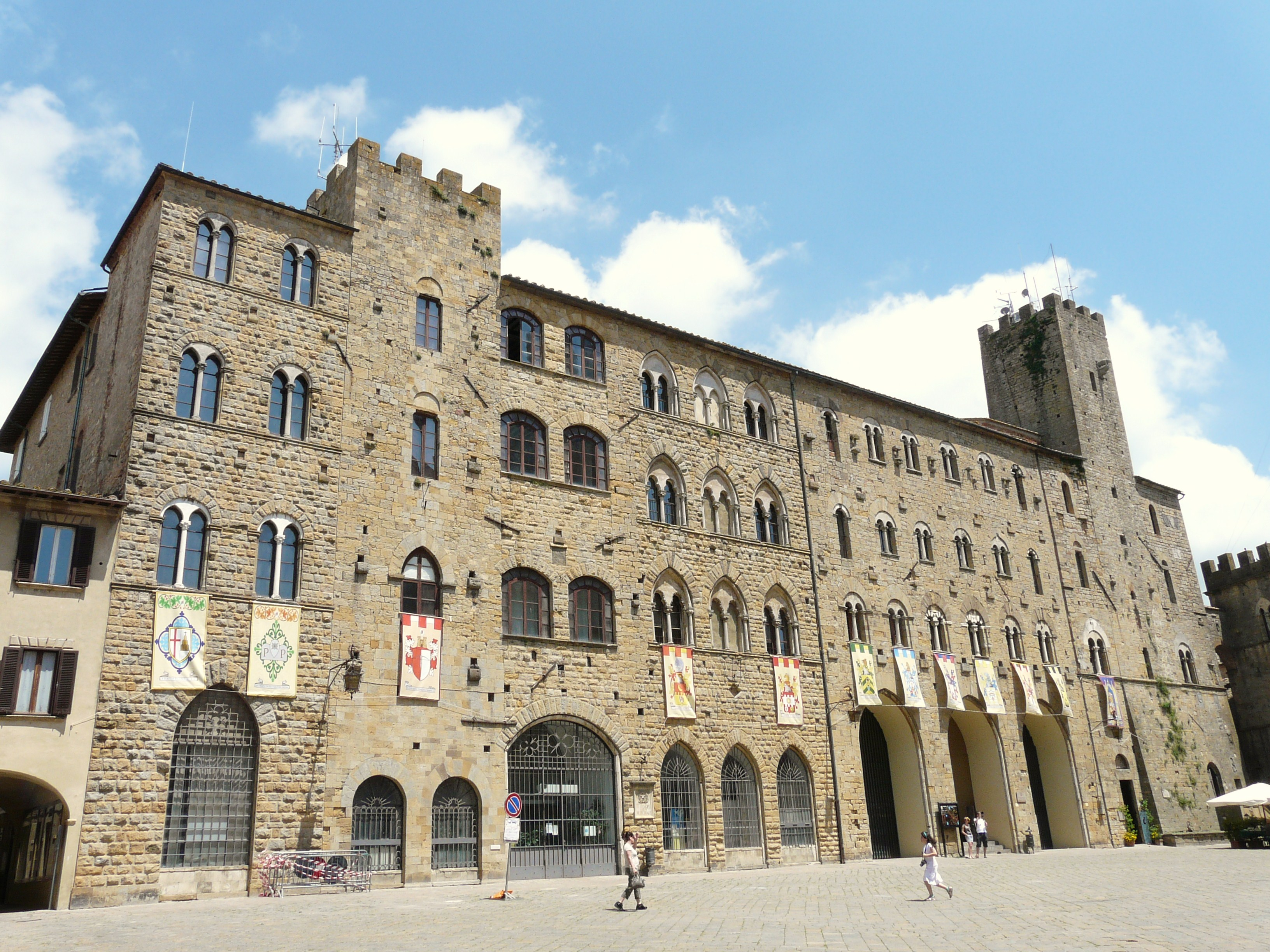
Le Palazzo Pretorio, siège des podestats et des capitaines du Peuple de Volterra.

Ayant établi son autorité à l'intérieur de ses murs, la commune de Volterra prit des mesures pour recouvrer, à l'extérieur, le contrôle sur son contado. Elle obligea ses voisins, les seigneurs, nobles et ecclésiastiques vassaux de l'évêque, à se soumettre à elle. Elle les obligea également, alors qu'ils résidaient habituellement sur leurs terres et dans leurs châteaux, à séjourner deux ou trois mois par an dans la cité et à prendre la citoyenneté de Volterra. Un certain nombre d'entre eux, pour échapper à toute contrainte, se soumirent d'eux-mêmes.
En 1193, fut choisi le premier podestat de la république de Volterra, Arrigo. Comme dans toutes les communes de l'Italie médiévale, les podestats de Volterra exerçaient les pouvoirs exécutifs, administratifs, judiciaires et de police. Ils étaient étrangers à la cité, afin de garantir leur impartialité dans les querelles opposant les principales familles de la ville. La fonction fut en premier lieu intermittente, puis devint permanente à partir de 1226. Les consuls subsistèrent, mais leurs prérogatives furent sensiblement réduites.
La première moitié du XIIIe siècle fut caractérisée par des conflits récurrents entre la commune de Volterra et les évêques successifs de la ville, alliés d'une part à la famille Pannochieschi dont les évêques Ildebrando (1185-1211) et Pagano (1212-1239) étaient issus et d'autre part à la commune de San Gimignano. En 1213 notamment, un grave litige opposa la Commune à l'évêque au sujet de la possession du château de Ripomarancie (aujourd'hui Pomarance) et des bénéfices de la Douane du Sel (Dogana del Sale). Par deux fois pendant cette période, les membres des institutions gouvernant la cité furent excommuniés et la cité elle-même fut frappée d'interdit (1217 et 1235).
En 1245, les habitants de Volterra furent accusés de plusieurs agressions commises contre les fidèles de l’empereur, d’avoir désobéi à l’empereur lui-même et à ses vicaires, de ne pas avoir fourni le nombre de soldats exigés par Tommaso, frère de Pandolfo di Fasanella, alors capitaine général impérial en Toscane, et d’avoir fait détruire la Caldaja della Salina (chaudière à sel) dont les bénéfices étaient revendiqués par l'évêque. Ils furent assignés en justice devant Pandolfo. Pour les représenter, ils choisirent Ranieri d’Affricante. Celui-ci réussit à convaincre le capitaine général que la Commune n’avait pas mal agi et obtint pour la cité une parfaite absolution. Peu de temps après, afin de démontrer sa bonne foi et pour prévenir tout revirement, Volterra jura fidélité à l’empereur Fréderic II et à son fils Conrad, contrairement à d’autres cités de Toscane qui continuèrent à suivre le parti pontifical. Les habitants de Volterra durent alors accepter pour leur gouvernement des podestats imposés par le pouvoir impérial. Cette situation prit fin à la mort de Fréderic II en 1250. Toute menace étant écartée, les habitants choisirent souverainement leur nouveau podestat, Guinizio Arzocchi.

#### La république duPopolo

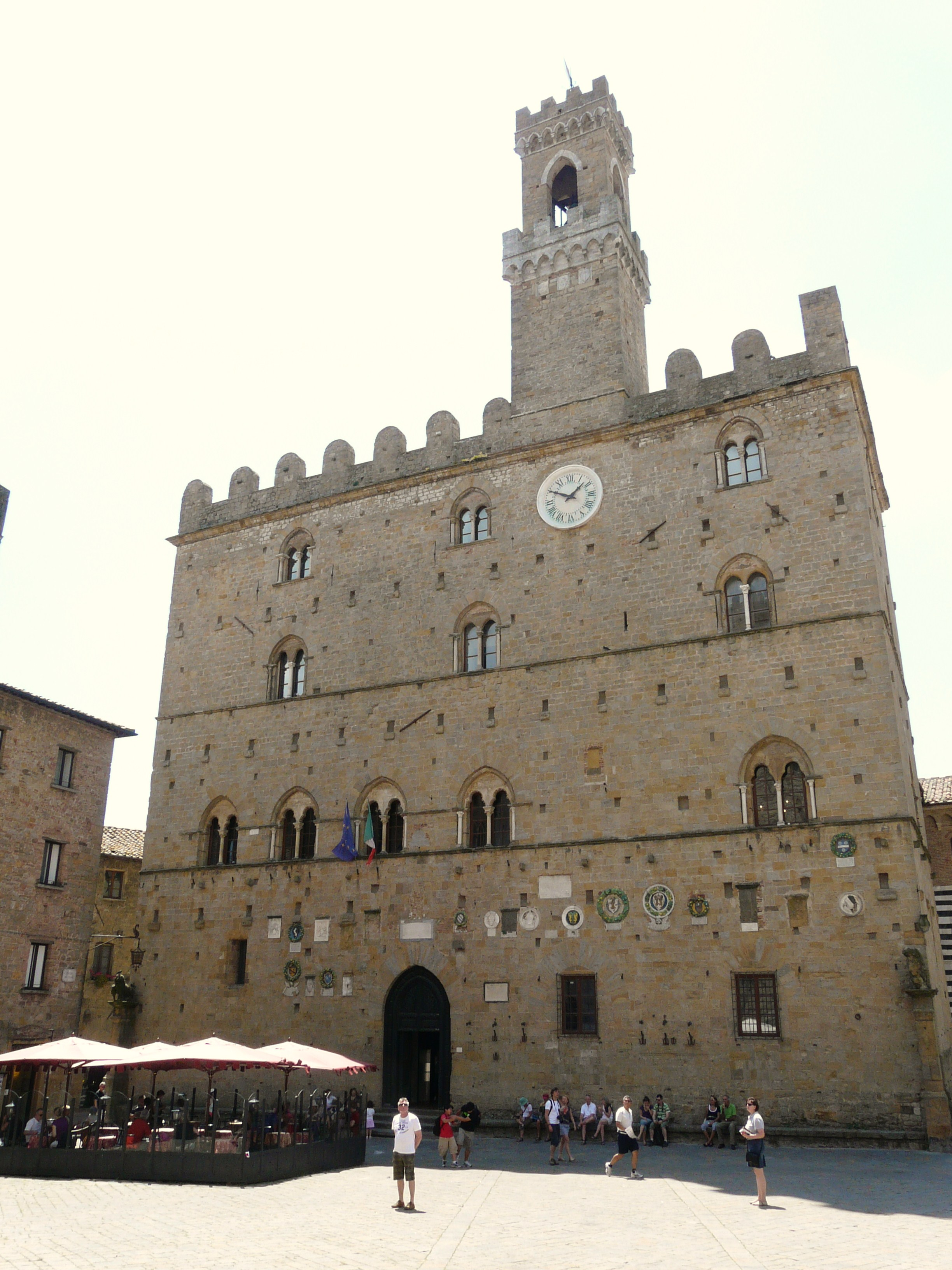
Le Palazzo dei Priori, achevé en 1257, siège des organes collégiaux du gouvernement de la république. La tour a été reconstruite au XIXe siècle.

Le Statuto adopté en 1253 réforma considérablement les institutions de la commune de Volterra. Alors qu’avant cette date, la république était de nature essentiellement aristocratique, le nouveau Statuto permit au Popolo, c’est-à-dire à la bourgeoisie urbaine (banquiers, notaires, commerçants, artisans…), de prendre une part prépondérante dans le gouvernement de la cité. Les trois consuls élus annuellement furent supprimés. Ils furent remplacés par 24 Anciens (XXIV Anziani). Ces derniers, d’extraction populaire (c’est-à-dire non noble) étaient renouvelés tous les trimestres, chacun des trois quartiers de la cité en élisant huit. Ils décidaient  de l’orientation politique de la Commune. Ils s'installèrent dans le Palais des Anciens (Palazzo degli Anziani, qui deviendra plus tard le Palazzo dei Priori), commencé en 1208 et achevé en 1257. Le Conseil Spécial (Consiglio Speciale) fut également supprimé. Le Conseil Général (Consiglio Generale), émanation des citoyens de Volterra, fut maintenu. Le podestat, institution d’essence aristocratique, fut également maintenu. Il garda ses attributions exécutives, judiciaires, de police et de commandant de l’armée urbaine. Cependant il fut désormais parfois flanqué d’un capitaine du Peuple, avec qui il devait partager son pouvoir et qui veillait à ce que les intérêts du Popolo soient préservés. Le capitaine du Peuple devint une institution pérenne à partir de 1281. Des organes secondaires furent également créés par le Statuto de 1253, qui sont symptomatiques de la prééminence du Popolo sur l’aristocratie dans le gouvernement de Volterra : les Balitori delle contrade (représentant les trois quartiers de la cité), les Rettori et les Alfieri delle compagnie del Popolo (porte-drapeau des compagnies du Peuple).
Vers la même époque, la république de Volterra forma un accord avec l'évêque Ranieri Ier Ubertini par lequel elle rendait à ce dernier, sous conditions, un certain nombre de châtellenies (Ripomarancie, Montecerboli, Leccia, Sasso, Serrazzano). Les relations avec celui-ci s'en trouvèrent améliorées au point que les habitants le choisirent en 1260 pour les deux magistratures de podestat et de capitaine du Peuple. La commune de Volterra régla également un certain nombre de contentieux avec le successeur de Ranieri Ubertini sur le siège épiscopal en 1261,  Alberto Scolari (litiges relatifs à la juridiction de l'évêque, à la gabelle, au droit pour Volterra de lever des soldats dans les châtellenies épiscopales notamment). Ces accords scellèrent une paix durable avec l'évêque et assurèrent à Volterra la maîtrise sur son contado.

### La république de Volterra dans la Ligue guelfe de Toscane

#### L'appartenance au Parti guelfe
Durant la seconde moitié du XIIIe siècle, la république de Volterra participa régulièrement aux conflits qui opposèrent en Toscane les Guelfes et les Gibelins. La cité, qui avait obtenu son indépendance en résistant à l’empereur et à son représentant, l’évêque, suivit naturellement le Parti guelfe, ceci  malgré une bataille contre Florence, la plus puissante cité guelfe de la région, qui s’était déroulée en 1254 et s'était soldée par une défaite. Devenue alliée de Florence, Volterra fournit des soldats dans la guerre contre Arezzo, cité gibeline, en 1259.

#### La défaite de Montaperti
La république de Volterra participa en 1260 à la coalition guelfe menée par Florence contre la coalition gibeline menée par Sienne et soutenue par le roi  Manfred de Sicile, fils naturel de Frédéric II. Les deux coalitions s’affrontèrent lors de la bataille de Montaperti, dans le val d’Arbia, le 4 septembre. L’armée guelfe fut vaincue. Manfred s’empara alors de Florence et en devint le seigneur. Il envoya dans cette cité son vicaire Gualtieri dal Monte. Volterra fut contrainte de prêter allégeance  à ce dernier.
Les années suivantes, la république de Volterra dut suivre le Parti gibelin. En 1262, le comte Guido Guidi, vicaire du roi Manfred en Toscane, demanda aux communes qui avaient prêté allégeance à ce dernier de se rallier à sa bannière afin de combattre Lucques, dernière cité toscane restée guelfe. Outre Florence, Volterra dut participer à cette guerre, tout comme les cités de Pise, Sienne, Pistoia, San Miniato, San Gimignano, Poggibonsi, Colle di Val d'Elsa et Prato. Face à cette puissance coalition, Lucques dut se soumettre et les Guelfes (notamment ceux de Florence) qui étaient réfugiés dans la ville durent fuir à Bologne.

#### L'intégration dans la Ligue guelfe de Toscane

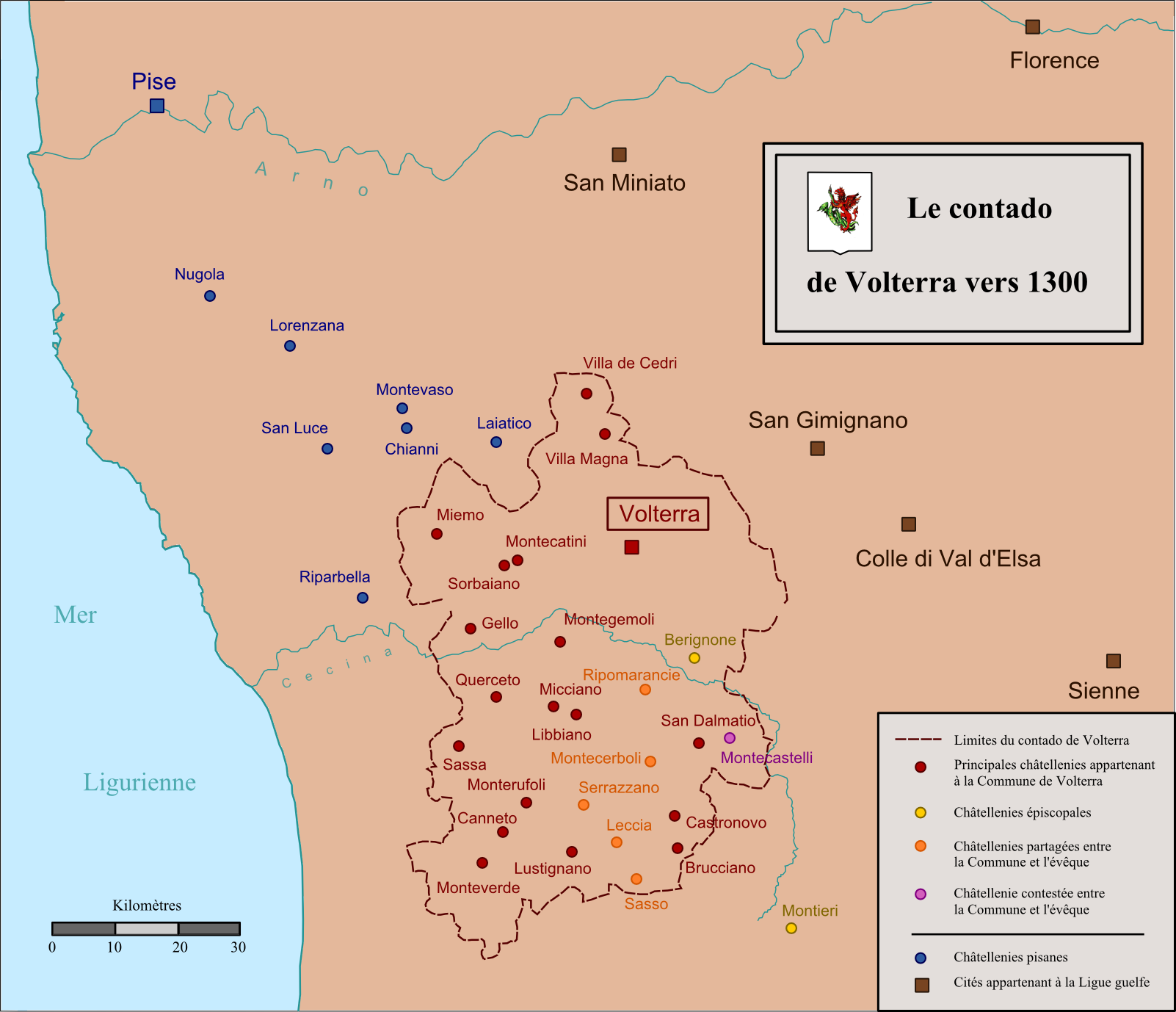
Volterra et son contado vers 1300.

À la mort de Manfred en 1266, tué par Charles d’Anjou, Volterra, comme Florence, Lucques et Pistoia, chassa les Gibelins et redevint guelfe. Sienne et Pise restèrent gibelines. La république de Volterra resta dès lors définitivement guelfe, même si la faction gibeline tenta parfois des actions. Ainsi le 2 août 1268 cette dernière attaqua le quartier de Protomarzo, mais fut défaite par les troupes de la ville et son chef, le comte Piggello de Gangalandi fut fait prisonnier. De la même manière en 1279 de graves troubles opposèrent les deux factions et entraînèrent l’incendie de palais, de tours et de maisons. L’évêque Ranieri II Ubertini et le podestat Schiatta Cancellieri durent intervenir pour faire cesser les exactions. Cependant en 1296 les Guelfes avaient si bien pris le contrôle des institutions de l’État que la république les autorisa à porter les armes dans l’enceinte de la cité. Ce droit concerna non seulement les Guelfes de Volterra mais également ceux qui étaient originaires d’autres villes d’Italie, comme Pise, et qui avaient été chassés par les gouvernements gibelins de celles-ci.
Sur le plan de la politique extérieure, Volterra qui avait subi en 1269, année de famine dans toute la péninsule italienne, des incursions siennoises sur son territoire, forma après la mort de Manfred une alliance durable avec les autres cités guelfes de la région. En 1274, elle entra dans la Ligue guelfe de Toscane aux côtés de Florence, Lucques, Sienne (qui avait abandonné le parti gibelin), Pistoia, Prato, San Gimignano, et Colle di Val d'Elsa. Elle réaffirma avec ses alliées son appartenance à la Ligue pour 10 années le 8 février 1281. L’année suivante, elle ratifia les statuts de celle-ci, établis par les négociateurs des différentes cités qui en faisaient partie.
Volterra mena une politique prudente à l’endroit des cités gibelines de Toscane, et notamment de la république de Pise, la plus puissante et avec laquelle elle avait une frontière commune à l’ouest. Elle signa la paix avec celle-ci le 2 mai 1270, paix confirmée le 19 décembre 1275. Elle participa néanmoins au sein de la Ligue à l’invasion du territoire pisan en 1293. Plusieurs châtellenies ayant été occupées par les troupes guelfes, Pise fut contrainte de signer la paix le 12 juillet. Guido da Montefeltro et tous les Gibelins durent quitter la ville. Le 5 septembre suivant, Volterra fit également la paix avec le vicomte qui gouvernait les terres de Montevaso, Riparbella, San Luce, Lorenzana et Nugola pour le compte de l’archevêque de Pise, Ruggeri Ubaldini.
En 1296, Boniface VIII laissa à la garde de la république de Volterra la fille unique et héritière du juge de Gallura.
En décembre 1297, les républiques de Volterra et de Florence tentèrent en vain d’établir entre elles un accord au sujet de leur frontière commune. Elles s’en remirent au pape et à l’empereur pour trancher.
En 1305, alors que de nombreux « Blancs » chassés de Florence s’étaient réfugiés à Pistoia, cette ville obtint le soutien des cités gibelines de la région (Pise, Arezzo, Bologne). La République florentine demanda au duc de Calabre Robert d’intervenir. Celui-ci vint en avril à Florence, rassembla les troupes des cités du centre de la péninsule italienne alliées aux « Noirs », dont Volterra, et marcha sur Pistoia. Le 20 mai il assiégea la ville. Pendant le siège, Volterra fut régulièrement mise à contribution pour envoyer de l’aide aux assiégeants. Malgré la sommation du pape nouvellement élu Clément V, qui écrivit à toutes les cités impliquées dans ce conflit, de cesser les hostilités, le siège continua jusqu’à ce que Pistoia se rende le 10 avril 1306.
Cette même année 1306, le cardinal d’Acquasparta prononça l’interdit sur Volterra, qui s’était emparée du château de Montecastelli, propriété de l’évêque contestée par les autorités de la cité. L’interdit fut levé le 1er décembre de cette année.
Toujours prudente face à Pise, Volterra signa avec la république maritime plusieurs accords le 19 avril 1307, dont un par lequel elle s’engageait à ne plus soutenir Jacopo Gaetani, qui tenait la forteresse de Pietra Cassia et qui s’était révolté contre Pise quelques années auparavant.

#### La guerre contre San Gimignano
Le 15 avril 1308, une rumeur se répandit dans la cité selon laquelle San Gimignano aurait étendu son territoire au détriment de celui de Volterra. Des hommes furent envoyés à Sensano et dans les environs de Poggio del Cornocchio pour vérifier si les frontières avaient été modifiées. Comme on constata une altération de celles-ci, les autorités de la république décidèrent de lever une armée pour maintenir l’intégrité du territoire. Une guerre qui dura plusieurs mois et nécessita d’importants moyens commença. Chacune des deux cités mit en présence 700 cavaliers. Volterra ne se contenta pas de ces troupes urbaines, mais leva 2 000 hommes à pied dans son contado et recruta des mercenaires à Lucques et dans la région de Pescia.
En août, les belligérants se soumirent à l’arbitrage des républiques de Florence, de Lucques et de Sienne. Le 17 de ce mois, ils signèrent une trêve dans le château de Camporbiano. Le 16 avril 1309, les arbitres rendirent publique leur décision concernant la détermination des frontières entre les deux républiques et décrétèrent qu’une pénalité de 10 000 marcs d’argent serait appliquée à celle qui ne respecterait pas cette décision.
Volterra contesta cet arbitrage et ne voulut pas s’y soumettre. Le podestat de Florence somma la république d’envoyer des ambassadeurs à Florence et à Lucques pour s’expliquer. Le 10 décembre 1309, il finit par condamner Volterra à payer les 10 000 marcs d’argent de pénalité, non seulement pour ne pas avoir respecté la décision des arbitres, mais encore pour avoir commis des actes hostiles sur le territoire florentin. Le 10 janvier 1310, la république de Lucques envoya des ambassadeurs à Volterra pour convaincre la cité de respecter les dispositions de l’arbitrage, de faire la paix avec San Gimignano et de mettre fin aux différends avec Florence et Sienne. Malgré de longues discussions, les ambassadeurs lucquois échouèrent dans leur mission.
Les Florentins décidèrent alors de représailles contre Volterra. Cependant, ils ne les mirent pas en œuvre car ils apprirent que l’empereur Henri VII avait décidé de venir en Italie. Ils craignirent que celui-ci ne leur reproche d'avoir accusé faussement Volterra d’avoir commis des actes hostiles sur leur territoire et qu'il prenne ce prétexte pour agir contre eux, dans sa volonté d’imposer son autorité sur les cités toscanes. Dès lors, ils tentèrent de persuader la république d’envoyer un représentant à Bologne, où étaient réunis les ambassadeurs des cités, des seigneurs et des barons du Parti guelfe, pour ratifier un accord puis le faire valider par le pape. Mais leur insistance fut vaine et Volterra leur fit savoir que de multiples raisons rendaient impossible un tel accord. Cette détermination figea la situation jusqu’à la venue de l’empereur en Italie.

#### La menace pisane
Henri VII se mit en route pour l’Italie le 1er octobre 1310. Il fut couronné roi des Romains en 1311 à Milan, dans la cathédrale Saint-Ambroise. Il descendit ensuite à Rome pour s’y faire couronner empereur du Saint-Empire le 29 juin 1312. Désireux d’imposer son autorité sur toute l’Italie, il commanda l’année suivante que tous les évêques, abbés, chanoines et vassaux paraissent personnellement devant lui, accompagnés de cavaliers et de soldats, afin de le seconder dans sa lutte contre les rebelles. Certains refusèrent d’obéir, et parmi eux l’évêque de Volterra Ranieri IV Belforti. L’empereur les priva de tous les fiefs, juridictions et privilèges impériaux,. Alors qu’il envisageait de marcher contre le roi Robert, principal soutien des Guelfes en Italie, Henri mourut le 24 août 1313.
Cette mort prématurée n’entama pas la résolution des puissances gibelines de conserver leur position de force dans le nord et le centre de la péninsule italienne. La république de Pise notamment, qui avait soutenu fermement l’empereur, faisait planer une menace sur les Guelfes de Toscane. Ceux-ci oublièrent un temps leurs querelles pour faire face à ce danger.
Les cités guelfes confédérées (Bologne, Florence, Sienne, Lucques, Pérouse, Orvieto, Città di Castello et d’autres encore) réunirent à Sienne un Parlement dont l’objet était de décider comment organiser la riposte face à Pise. Les XII Défenseurs de Volterra mandatèrent Cavalluccio Mannucci auprès de cette assemblée, mais uniquement avec un rôle d’observateur, sans le pouvoir de prendre des engagements au nom de la république. Dans le même temps, ils envoyèrent un ambassadeur auprès de Pise, Bartoluccio di Paganello. Ils voulurent ainsi sonder les intentions de leur puissante voisine et s’assurer qu’une trêve était possible. Les cités réunies à Sienne l’apprirent et s’en émurent. Elles écrivirent une lettre à Volterra le 23 octobre 1313 pour lui demander des explications. Le gouvernement de la Commune décida de suivre l’avis de Pannocchia Giudice, et dépêcha des messagers auprès de Florence, Sienne et Lucques pour leur garantir que si Volterra entendait proposer une trêve à Pise, elle n’avait pas l’intention de nuire à la Ligue, ni de s’en séparer, et que cette proposition n’avait pour but que le bien commun. Peu après, les XII Défenseurs chargèrent un homme d’Église de plaider la cause de Volterra auprès du nouveau capitaine pisan, le célèbre condottiere Uguccione della Faggiuola. Ce plaidoyer sembla avoir porté ses fruits car finalement ils envoyèrent à Pise un autre ambassadeur, Osso di Galgano, spécialement habilité pour négocier les conditions de la suspension des hostilités entre les deux cités. Le 13 novembre ils ordonnèrent à Cavalluccio Mannucci de quitter Sienne et de rentrer à Volterra, ceci afin de donner des gages de leurs intentions à la république maritime. Le 19 novembre, ils écrivirent à Osso di Galgano de conclure rapidement la trêve, tant avec Pise qu’avec ses alliés, les comtes d’Elci. Ils obtinrent finalement satisfaction, probablement en 1314.
Par la suite, la république de Volterra chercha par tous les moyens à préserver ce fragile accord, car la puissance d’Uguccione della Faggiuola allait sans cesse croissant. Il réussit en effet le 29 août 1315, avec ses alliés lucquois devenus gibelins, lors de la bataille de Montecatini, à vaincre l’armée de la Ligue guelfe commandée par Philippe Ier d’Anjou, prince de Tarente, venue porter secours au château de cette place qu’il avait entrepris d’assiéger.

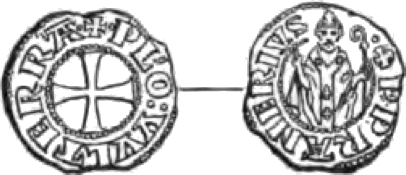
Gravure d'une monnaie frappée par la république de Volterra. Le recto représente l'évêque Ranieri IV Belforti (RANERIVS), le verso la croix symbole du Popolo (PL'O VVLTERRA).

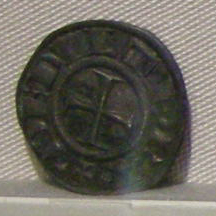
Verso d'une monnaie de Volterra, avec la croix symbole du Popolo.

Ces louvoiements diplomatiques déplurent tant aux Florentins qu’au prince de Tarente, qui reprochèrent à Volterra de vouloir se soustraire à ses obligations militaires envers la Ligue. La cité leur fit savoir qu’elle restait fidèle à l’alliance guelfe, mais qu’elle craignait des représailles de Pise, et qu’elle préférait maintenir ses soldats sur son territoire pour le protéger. Elle leur assura cependant qu’elle fournirait des hommes si la situation devait l’exiger. Mais les Florentins ne furent pas convaincus et s’apprêtèrent à envoyer des soldats à Volterra pour mettre la ville sous bonne garde. Le gouvernement de la république ordonna alors à quatre capitaines, Vanni di Ghino, Vanni di Forte, Biagio di Pisio et Giovanni di Buonvicio, d’organiser la résistance à un éventuel coup de force. Puis il envoya auprès de Florence deux ambassadeurs, Ottaviano Belforti et Pannocchia di Cetto, pour faire savoir que Volterra n’entendait pas changer sa position.  Dans le même temps, il informa la Ligue guelfe qu’il avait décidé de mettre Volterra sous la garde de 50 soldats commandés par deux capitaines étrangers à la cité, pour la durée qu’elle jugerait opportune. Ceci eut pour effet d’empêcher les Florentins d’imposer leur propre garnison.
Le 21 mai 1316, la trêve fut finalement reconduite entre Volterra et Pise. À cette occasion, des prisonniers furent échangés et Volterra s’engagea à démanteler les fortifications de ses châteaux de Miemo et Gabbreto.
Cette année 1316 fut très profitable à la cité car après la confirmation de la trêve avec Pise, de nombreux membres de la famille Pannocchieschi, autrefois hostile à l’institution communale, prirent la citoyenneté de Volterra. En outre, les XII Défenseurs décidèrent le 28 octobre que la république battrait monnaie.
Le 15 mars de l’année suivante, le comte Guido Guidi di Battifolle, vicaire angevin de Florence, annonça au gouvernement de Volterra que le roi Robert désirait que les Guelfes fassent la paix avec les Gibelins. Le 15 mai, les représentants notamment des communes de Prato, Pistoia, Florence, Volterra, Colle di Val d'Elsa, San Gimignano, ainsi que les représentants des Guelfes lucquois et de la Maison Pannocchieschi signèrent un traité de paix avec ceux de Pise et de Lucques, en présence de Robert. Volterra conclut en plus des accords particuliers avec ces deux cités, aux termes desquels elle renonçait à exiger de ses propres citoyens gibelins une quelconque réparation pour faits de rébellion. Elle autorisait en outre leurs familles, qui avaient été chassées de la ville, à rentrer. Cette paix solennelle n’apporta cependant pas une parfaite tranquillité car Pise revendiquait toujours Villa de Cedri. Or, le 1er avril 1318, le capitaine pisan de Val d’Era, vola du bétail sur les terres de Cedri. Cet acte poussa Volterra à demander la protection du roi Robert mais n’eut finalement aucune suite.
La menace pisane se faisant moins sentir, Volterra s’attela à résoudre des problèmes intérieurs et s’efforça en premier lieu de faire lever l’interdit qui, une nouvelle fois, pesait sur la cité. Celui-ci avait en effet été prononcé par l’évêque Ranieri IV Belforti en 1317.  De nouveau, la cause principale de cette sentence était l’occupation du château épiscopal de Montecastelli. En outre, les citoyens avaient fait inscrire dans les statuts de la république un certain nombre de restrictions à la liberté ecclésiastique. Le gouvernement de Volterra pria le pape Jean XXII d’intercéder en faveur de la ville, en promettant de rendre le château à l’évêque et d’annuler les nouvelles dispositions statutaires. Cette requête aboutit et le pape demanda à Ranieri de lever l’interdit le 22 novembre 1318.
Les conflits des années précédentes en Toscane avaient convaincu les autorités de la république d’augmenter en 1319 les effectifs de la milice urbaine de 400 à 600 hommes. Ces derniers étaient tenus d’être toujours en armes pour défendre la ville si elle devait être attaquée. Seuls les citoyens inscrits sur le rôle des popolari e giudici, âgés d’au moins vingt ans, pouvaient être choisis pour faire partie de cette milice. Étaient exclus les hommes appartenant aux familles gibelines, les clercs, les nobles (ceux qualifiés de potenti et magnati) et tous ceux qui, à un titre ou à un autre, échappaient à la juridiction de la république.
À cette époque, Volterra était devenue une puissance non négligeable sur la scène politique toscane. Enrico Fiumi a estimé que sa population était comprise entre 9 500 et 12 000 habitants vers 1320. Si la cité n’avait pas un rang comparable à celui des quatre principales villes qu’étaient Florence, Sienne, Pise et Lucques, elle pouvait en revanche rivaliser avec des cités comme Arezzo ou Pistoia.

#### L'offensive de Castruccio Castracani contre la Ligue
En 1321 le seigneur gibelin de Lucques, Castruccio Castracani degli Antelminelli, rompit la paix avec Florence. Il prit le châtillon de Cappiano, avec le pont adjacent, sur la Guisciana, puis le châtillon de Montefalcone. Il incendia les environs de Fucecchio, Vinci, Cerreto et finalement Empoli. Le 13 avril les Florentins demandèrent des troupes à Volterra afin de les aider à libérer Santa Maria a Monte, assiégée par Castruccio. Comme à son habitude, le gouvernement de la cité tergiversa. Santa Maria a Monte finit par tomber entre les mains des Lucquois le 25 avril.
Castruccio Castracani avait provoqué de tels dommages sur le territoire de Florence que les habitants de cette ville se donnèrent en 1325 un seigneur en la personne de Charles d’Anjou, duc de Calabre, pour qu’il les défende. Ce dernier demanda que les membres de la Ligue guelfe participent à l’effort de guerre et Volterra dut choisir entre fournir 50 cavaliers ou apporter une aide financière de 1200 florins d’or par trimestre. Elle opta pour la seconde possibilité.
En 1327, le danger gibelin devint considérable pour la Ligue guelfe. En effet, incité par Castruccio Castracani, l’empereur Louis de Bavière était descendu en Italie. Il avait pris Pise, qui s’était rebellée à son autorité du fait de ses excès, et menaçait ainsi toute la Toscane. Par ailleurs, en conflit avec le pape Jean XXII, qui l’avait déposé le 3 avril 1328, Louis de Bavière provoqua un schisme en faisant à son tour déposer le pape le 14 avril suivant par des évêques favorables à l’autorité impériale. Puis il fit élire l’antipape Pietro Rainalducci da Corbaria sous le nom de Nicolas V.
Dans ce contexte, Volterra adopta une politique extrêmement prudente. Comme à son habitude, pour se prémunir contre toute incursion gibeline ou impériale, et alors qu’elle participait financièrement à l’effort de guerre au sein de la Ligue guelfe, la république avait signé dans le même temps une trêve séparée avec Pise. Mais cette fois-ci, elle dut renoncer à cette manœuvre diplomatique, car le pape Jean lui-même, par un bref du 7 mars, exhorta la cité à cesser tout commerce avec les Pisans. Éprouvant des difficultés financières du fait de la prolongation du conflit, elle décida cette même année 1328 de suspendre sa guerre contre San Gimignano, qui perdurait de manière larvée depuis 20 ans. Cette trêve fut décrétée quelques jours avant l’envoi à Filippo, vicaire du duc de Calabre à Florence, de sa contribution trimestrielle. Cette mesure ne suffit apparemment pas à rééquilibrer les finances de la cité, car cette même année 1328, les XII Défenseurs décidèrent que dorénavant Volterra, comme les autres cités guelfes, contribuerait à l’effort de guerre en fournissant des soldats. Le 13 mai, on choisit Tiluccio Baldinotti comme capitaine pour présenter le contingent de la cité au vicaire d’Anjou Filippo.
Alors que les Gibelins semblaient pouvoir soumettre toute la Toscane, deux évènements changèrent totalement le rapport des forces en présence. Tout d’abord le duc de Lucques Castruccio Castracani mourut brusquement le 3 septembre. Par ailleurs l’empereur Louis de Bavière fut chassé de Pise par 800 soldats révoltés contre lui au début de l’année suivante. Les forces de la Ligue en profitèrent pour pénétrer sur le contado de cette cité. Ils commirent des exactions et imposèrent la paix à Pise, selon leurs conditions. Cette paix fut signée le 12 août 1329, dans le château de Montopoli.
Les années suivantes, Volterra et Pise entretinrent des relations plus apaisées. Les deux cités signèrent ainsi le 13 novembre 1336 un accord pour dix années permettant la poursuite des assassins réfugiés sur leurs territoires réciproques.

### La seigneurie des Belforti

#### Ottaviano Belforti

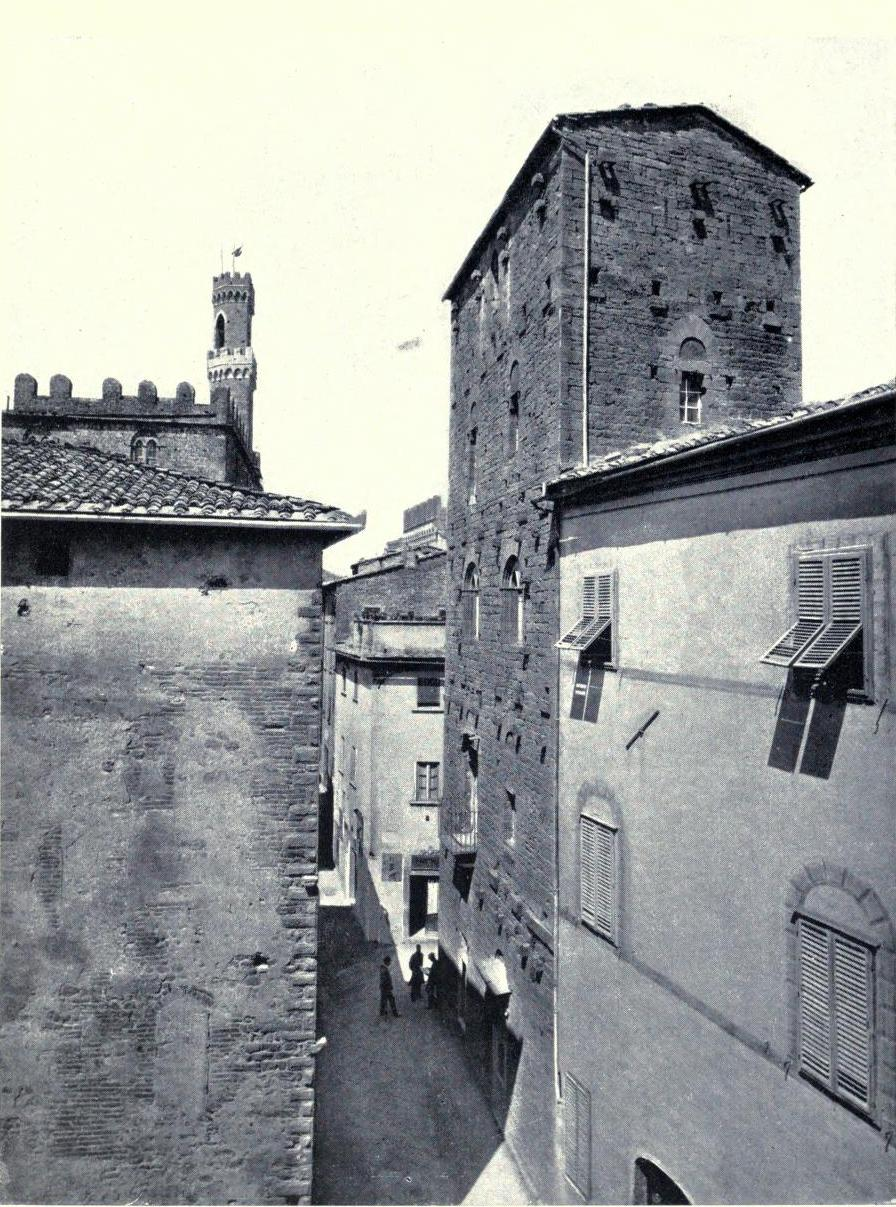
La casa-torre de la famille Allegretti, ennemie des Belforti (photographie vers 1905).

En 1340, la famille noble des Belforti était devenue très riche et puissante. Elle avait bénéficié une vingtaine d’années auparavant des largesses prodiguées par l’ancien évêque de Volterra Ranieri IV (1301-1320), qui en était lui-même issu. Ottaviano Belforti, frère de Ranieri, était en cette année 1340 à la tête d’une puissante faction décidée à le faire seigneur de la cité. Le 8 septembre une guerre civile éclata entre ses partisans et ceux de Ranuccio Allegretti, qui occupait alors le siège épiscopal. Celui-ci était à la tête de la famille noble concurrente des Allegretti et était soutenu par de grandes familles du Popolo qui entendaient préserver le régime de gouvernement adopté en 1253. Le clan des Belforti, appuyé par des mercenaires, l’emporta et l’évêque dut fuir la cité et se replier avec ses partisans dans son château de Berignone. Ottaviano l’assiégea, et selon certaines sources, aurait fait assassiner deux frères de Ranuccio devant celui-ci au motif de trahison pour obtenir la reddition de cette place. Si ce fait n’est pas établi avec certitude le château de Berignone fut en tout cas pris et l’évêque et ses partisans furent exilés. Il alla s’installer dans un premier temps à San Galgano, puis à Montalcino. Par la suite, Ottaviano Belforti exerça jusqu’en 1342 un pouvoir personnel sur la cité de Volterra, avec le titre de capitaine général (Capitano Generale di Volterra).
À la suite de ces évènements, la cité fut frappée d’interdit et Ottaviano Belforti ainsi que de nombreux membres de sa famille furent excommuniés. Ceux qui avaient suivi leur parti subirent également l’excommunication. Les mois suivants, tous en appelèrent au pape Benoît XII, puis à son successeur Clément VI pour faire lever ces sanctions. Ces pontifes mandatèrent l’évêque de Sienne Donodeo Malavolti pour instruire cette requête. Celui-ci subdélégua lui-même cette instruction à Filippo, abbé de Poggibonsi. L’interdit et les excommunications furent levés le 9 février 1343, car Ottaviano Belforti avait renoncé au pouvoir, rendu le château de Berignone à l’évêque et autorisé les exilés à rentrer à Volterra.
Sa renonciation au pouvoir n’avait pas tant été provoquée par la peur des condamnations religieuses que par le fait que les habitants de Volterra avaient solennellement reconnu le 25 décembre 1342 le duc d’Athènes, Gautier de Brienne, comme leur seigneur. Ils avaient imité en cela les Florentins qui avaient eux-mêmes donné la seigneurie de leur cité à Gautier en juin 1342. Geri di Francesco de’ Pazzi fut le vicaire du duc à Volterra le temps que dura sa seigneurie. Précisément celle-ci fut de courte durée. En effet, à cause de ses cruautés et de son despotisme, Gautier de Brienne dut faire face à quatre soulèvements à Florence, puis dut finalement fuir cette ville le 26 juillet 1343. Le 3 août suivant, il renonça à tous ses droits sur les cités de Toscane qui s’étaient données à lui, et notamment Volterra.
Geri de’ Pazzi avait rassemblé le 29 juillet précédent le Parlement de Volterra afin de réformer les institutions de la république et d’organiser la succession du duc d’Athènes. Tous les changements qui furent décidés eurent pour effet de rendre à Ottaviano Belforti son pouvoir sur la cité, et même de le renforcer.
Ainsi, la magistrature suprême des XII Défenseurs fut réduite à six membres, les VI Gouverneurs et Défenseurs (Governatori e Defensori) de Volterra. Cette diminution devait permettre à Ottaviano d’exercer un plus grand contrôle sur l’exécutif du gouvernement, d’autant plus qu’un siège au sein de cette magistrature était désormais dévolu de droit à un représentant de la famille Belforti.

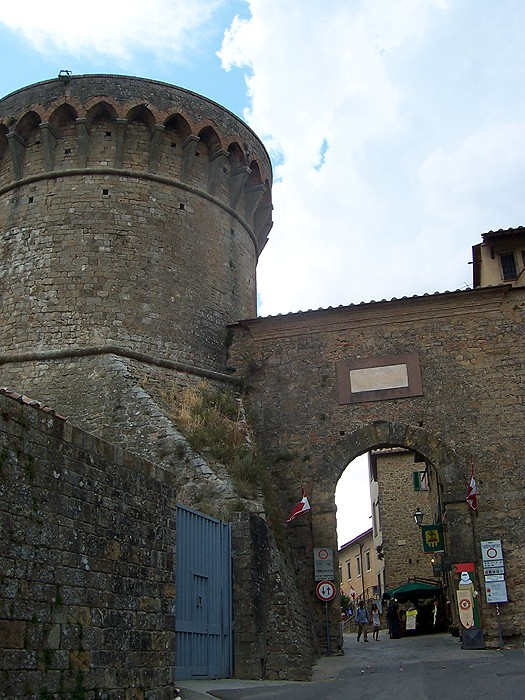
La Porta a Selci et sa tour fortifiée construite vers 1343, confiées à la garde d'un membre de la famille Belforti.

On conféra par ailleurs à Ottaviano Belforti une certaine surveillance sur les nominations des autres Governatori, et, plus largement de tous ceux qui devaient occuper des postes à responsabilité au sein de la Commune. En effet, on décida que la cassette qui renfermait la bourse contenant la liste des noms des citoyens habilités à exercer des fonctions officielles dans la république serait fermée par trois clés dont une serait à la garde d’Ottaviano, une autre étant détenue par le Gardien des Frères de San Francesco et la dernière par le Prieur de San Agostino. De plus cette cassette serait confiée à la garde de la mère abbesse du monastère de Santa Chiara, qui avait interdiction de la remettre à quiconque, sauf autorisation du Consiglio del Pieno Dominio et d’Ottaviano Belforti lui-même.
On réserva encore à Ottaviano le pouvoir, partagé avec les Prieurs (Priori), de rendre leurs droits et libertés aux citoyens qui avaient été emprisonnés ou exilés, ce qui était auparavant de la seule compétence du Consiglio del Pieno Dominio.
Cette mainmise d’Ottaviano Belforti sur les institutions de la république lui permit d’exercer une véritable seigneurie de fait sur la cité. Celle-ci fut confortée par la concession qui lui fut faite de la pleine souveraineté sur le château de Caselli, qui appartenait auparavant à la Commune. Elle fut encore renforcée par la nomination de membres de sa famille à des postes clés dans l’organisation de la défense de la ville et du contado. On confia ainsi aux Belforti les places fortes de la Porta a Selci, à Volterra même, et de Monteveltraio.
Ces transformations institutionnelles ne changèrent pas la fidélité de Volterra envers le roi de Naples, soutien traditionnel des Guelfes en Italie. Ainsi, l’acte de nomination du nouveau podestat, en 1345, mentionne que sa désignation a été réalisée sous les auspices du roi André de Hongrie, époux de la reine Jeanne, petite-fille et successeur du roi Robert, mort en 1343.
En revanche, la cité prit ses distances avec ses alliés de la Ligue, et singulièrement avec la république de Florence dont elle se méfiait en raison des contentieux passés. Ainsi lorsque les Guelfes apprirent en 1347 que le nouvel empereur Charles IV avait décidé, comme ses prédécesseurs, de venir en Italie pour s’y faire couronner, Florence, Sienne et Pérouse décidèrent de former une nouvelle Ligue dans le but de se protéger contre d’éventuelles violences de sa part. Cette alliance fut solennellement contractée à Arezzo, dans la cathédrale, par les représentants de ces quatre villes, et à cette occasion on reconnut aux trois premières la faculté d’intégrer dans cette nouvelle coalition toute autre commune appartenant au Parti guelfe. Afin de rallier Volterra, les Florentins mandatèrent auprès de la cité un ambassadeur, Pietro di Guccio. Ottaviano Belforti, les Prieurs et 25 Buoni Uomini consultés à cette occasion choisirent eux-mêmes un représentant, Giovanni di Cecino, pour aller à Florence discuter de ce projet. Puis ils décidèrent le 17 avril 1347 que le même Giovanni di Cecino, accompagné du jurisconsulte Giovanni di Masino, irait à Arezzo pour s’entretenir avec les délégués des autres communes confédérées. En définitive, Volterra ne jugea pas opportun d’adhérer à la Ligue, ce qui irrita les Florentins, qui ne cessèrent par la suite de renouveler leur offre.
Moins de deux ans après cet évènement, vers juillet 1348, Ottaviano Belforti mourut.

#### Roberto et PaoloBocchinoBelforti
Le plus jeune de ses fils, Filippo, était devenu évêque de Volterra peu de temps avant sa mort. Ses deux autres fils, Roberto et Paolo, plus communément appelé Bocchino, héritèrent de la seigneurie sur la cité.
Ils durent faire face dans la nuit du 18 mai 1349 à un assaut des Pisans qui essayèrent de s’emparer par surprise de la cité. Ces derniers entendaient capturer le comte Gherardo della Gherardesca auquel Volterra avait donné refuge après qu’il eut été chassé de Pise. Cette tentative échoua car le gouvernement de la république avait été alerté de ce projet. Des soldats avaient été placés aux postes de garde avancés et stratégiques. Les nombreux hommes armés envoyés par Pise se heurtèrent en conséquence à une résistance inattendue et durent se replier dans le désordre et la confusion.
Le 25 juillet 1350, le Consiglio del Pieno Dominio décida de réformer l’organisation militaire de Volterra et de son contado. Il résolut d’ajouter au système défensif déjà existant dans la cité et dans les principales châtellenies de son territoire des contingents de 60 fantassins dans les châteaux de Montecastelli, Monteverde et Montecatini, ainsi que dans la place forte de Monteveltraio. Par ailleurs, le nombre des cavaliers affectés à la protection des différentes places fortes du contado fut réduit. Les unités supprimées furent remplacées par des citoyens armés et à pied. Cette mesure obéissait à un triple impératif. En premier lieu, réduire les dépenses. En deuxième lieu, limiter la possibilité que les opposants aux Belforti utilisent les troupes à cheval contre eux. En troisième lieu, adapter les forces de la cité au nouvel environnement politique qui nécessitait moins d’interventions sur des théâtres extérieurs et plus de troupes en défense, face à la menace pisane toujours persistante, comme la tentative de coup de force de l’année précédente l'avait montré, et désormais également face aux ambitions florentines.

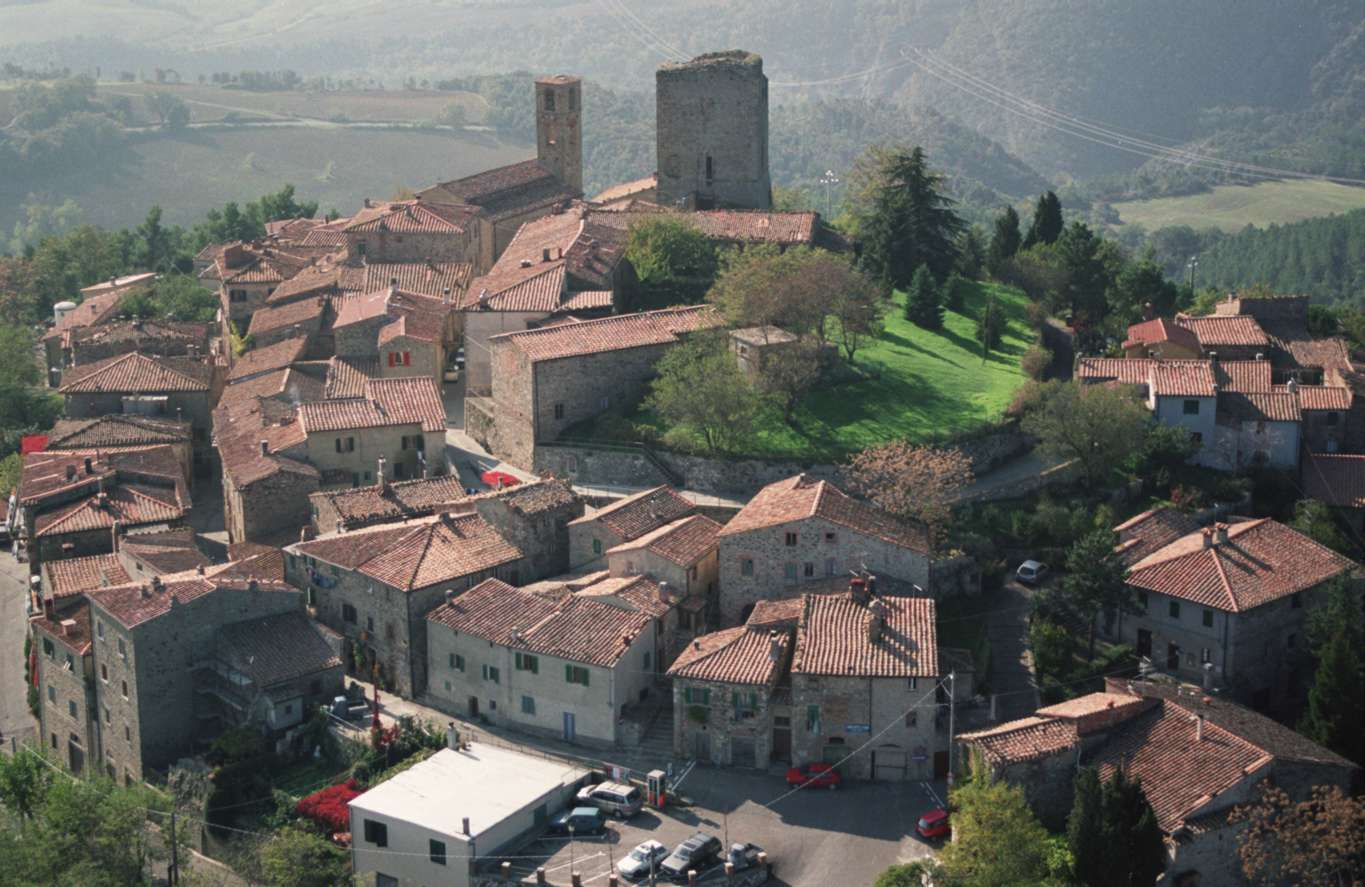
Montecastelli, qui passa définitivement sous le contrôle de la république de Volterra en 1352.

Deux ans plus tard, Volterra parvint à un accord définitif qui mit fin au long conflit qui opposait la Commune et l’évêque au sujet de la propriété de Montecastelli. Résolues à régler ce litige, les autorités de la cité avaient nommé un collège de six citoyens pour réfléchir au moyen de parvenir à une solution avec l’évêque Filippo Belforti. Ceux-ci décrétèrent que le Consiglio Generale devait mandater un représentant et lui confier la mission de négocier avec l’évêque. De plus, ils mirent des conditions à la ratification d’un accord définitif, parmi lesquelles celle consistant à obtenir impérativement de Filippo Belforti qu’il écrive au pape Clément VI pour valider ledit accord. Le Consiglio Generale choisit comme négociateur Angelo di Lotto Buonaguidi. Filippo Belforti s’entendit avec ce dernier. Il renonça à toute propriété sur Montecastelli en échange de 16000 livres en monnaie de Volterra. Comme exigé par la Commune, il écrivit au pape. Dans cette lettre, après avoir exposé à ce dernier les troubles graves et répétés qui avaient eu lieu pour la possession de cette place, et notamment les destructions et incendies de 1306, il lui présenta le progrès que constituerait un tel accord pour des relations apaisées entre Volterra et l’Église locale et lui demanda de souscrire à cet arrangement. Le pape donna sa bénédiction et Montecastelli passa ainsi définitivement et entièrement sous l’autorité communale.

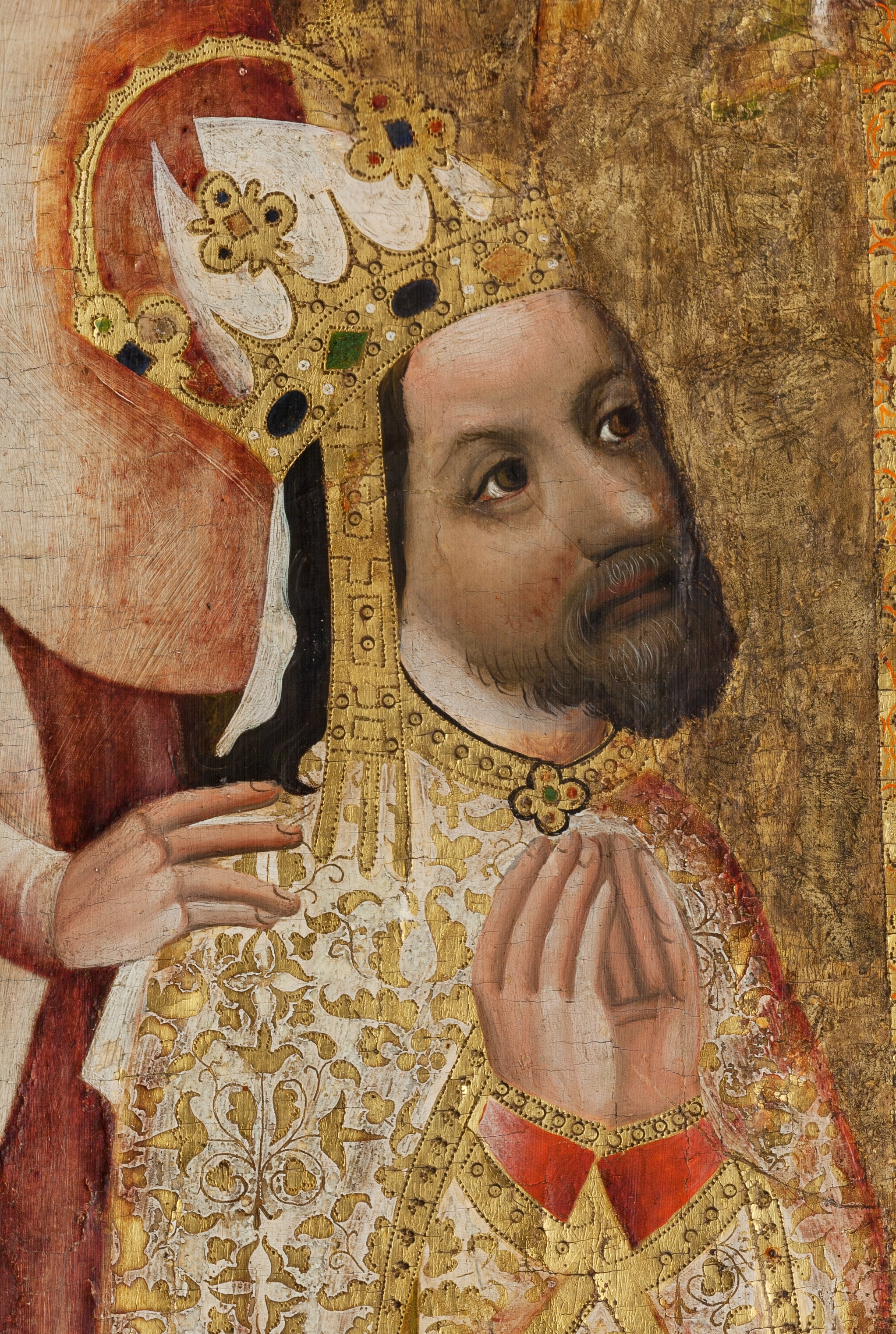
Portrait de l'empereur Charles IV par Théodoric de Prague. L'empereur passa la nuit du 22 au 23 mars 1355 à Volterra.

En décembre 1354 l’empereur Charles IV, enfin descendu en Italie pour s’y faire couronner, envoya une ambassade à Volterra. Dès le mois suivant, la cité s’empressa de dépêcher auprès de lui trois représentants, dont Roberto Belforti, pour lui rendre hommage. Dans le même temps, elle dépêcha auprès de Florence trois autres représentants pour annoncer à cette ville qu’elle entendait se soumettre à l'empereur, plus par nécessité que par réelle volonté prétendit-elle. En mars, les envoyés de Volterra prêtèrent serment d’allégeance à Charles, dans la cité de Pise.
L'évêque Filippo Belforti était présent lors de cette prestation de serment. Il profita de la présence de l’empereur pour protester le 10 mars suivant au sujet des droits seigneuriaux des évêques de Volterra sur la cité et sur toutes les châtellenies du contado, conférés par privilèges impériaux de Frédéric Barberousse et Henri VI deux siècles auparavant. Charles IV ne répondit pas à Filippo Belforti immédiatement. En route pour Rome, il quitta Pise et arriva à Volterra le 22 mars, où il passa la nuit, pour repartir le lendemain pour Sienne, escorté d’une garde d’honneur à cheval mise à sa disposition par la république. Le 23 mai suivant, il confirma à l’évêque une large juridiction sur la cité de Volterra et sur les nombreuses châtellenies de son diocèse. Il lui confirma ou concéda également de nombreux autres privilèges. Ainsi, il interdit que des magistrats soient nommés notamment à Volterra sans son autorisation. Il lui permit en outre de construire dans son diocèse tous les châteaux, tours et forteresses qu’il désirerait, ceci dans tous les lieux qu’il voudrait. Ces concessions ne permirent cependant pas plus à Filippo Belforti qu’à ses prédécesseurs de recouvrer un pouvoir temporel effectif sur son diocèse.
En décembre de cette même année 1355, Volterra négocia une alliance provisoire et inhabituelle avec un certain nombre de cités, notamment Florence et Pérouse, mais également Pise. Pour ce faire, elle envoya à Staggia ses représentants Alessandro di Puccio et Giusto di Cenni. Elle ratifia cette alliance en janvier 1356 en envoyant à Montevarchi le même Giusto di Cenni et Binduccio di Taviano. L’objet de cette coalition entre ennemis traditionnels était de faire face à la menace considérable que faisait peser dans toute l’Italie la Grande Compagnie, troupe constituée de milliers de mercenaires dirigée par le fameux comte Corrado di Lando. Celui-ci avait déjà ravagé en 1354 les Marches, l’État des Malatesta de Rimini, la marche d'Ancône, l’Ombrie, et rançonné les principales cités toscanes en échange de la promesse de ne pas leur faire subir le même sort. En décembre 1355 Corrado di Lando était sur le territoire pisan. Il venait de rançonner à nouveau la république maritime et menaçait directement toute la Toscane. C’est pour cette raison que l’alliance fut formée, avec pour objectif de réunir une troupe d’au moins 2000 cavaliers pour défendre toute cité de l’alliance qui serait attaquée par la Grande Compagnie. Finalement, le comte di Lando quitta la Toscane. Il y revint pour attaquer Florence en 1358, mais fut vaincu et fait prisonnier. Il ne semble pas que Volterra ait participé à cette bataille.
Volterra participa le 25 août 1359 à l’expédition que Florence monta pour s’emparer de la terre de Bibbiena, possession d’Arezzo, mais sur laquelle l’évêque de cette ville, Buoso degli Ubertini, avait des droits qu’il avait cédés aux Florentins. La troupe d’hommes d’armes (cavaliers et fantassins) prit Bibbiena après deux mois et douze jours de siège.
L’année suivante, Volterra envoya des soldats au château de Cedri afin de le garder, pour le compte des Florentins. Il apparaît donc qu’à cette date Villa de Cedri n’était plus la possession de Volterra. On ignore dans quelles conditions et quand précisément cette place devint propriété de Florence. Toujours en 1360, la république renforça les défenses des châteaux de son contado au regard de la menace grandissante des troupes de mercenaires qui ravageaient l’Italie pendant cette période. Elle dut également faire face cette année-là à une révolte des hommes de son château de Sasso.

### L'intégration progressive à l'État florentin

#### L'exécution de Bocchino Belforti et la perte de l'indépendance
Les Belforti étaient à cette époque au faîte de leur puissance. Ils étaient sous la protection de l’empereur. Ils avaient acquis la citoyenneté siennoise et à ce titre étaient alliés de certaines des plus grandes familles de cette ville (Piccolomini, Belanti, Malavolti). Ils bénéficiaient également de soutiens importants chez certaines familles florentines de leur parentèle, et notamment les Rossi, Bocchino Belforti ayant épousé Bandecca, fille de Giovanni Rossi. Ils avaient verrouillé à leur profit les institutions de la république de Volterra et avaient accaparé un certain nombre de châtellenies de son contado (Montegabbro, Buriano, Montecatini, Caselli, Belforte).
Cependant, la soif de pouvoir de Bocchino le poussa à se quereller avec d’autres membres de sa famille, ce qui entraîna sa perte, la chute de tout le clan Belforti et pour finir la fin de l’indépendance de la Commune. En effet, plusieurs grandes puissances toscanes concurrentes (Pise, Florence, Sienne) intervinrent pendant cette période sous prétexte de rétablir la paix à Volterra, en réalité pour s’assurer du contrôle de la ville. Florence finit par prendre l’ascendant sur ses rivales et placer la cité sous sa tutelle.
Tout commença lorsque Bocchino, désireux de sécuriser Volterra, fit construire des tours pour encercler et surveiller la forteresse de Monteveltraio, qui dominait la route d’accès à la cité, et qui était  tenue par son cousin Francesco Belforti. Ce dernier étant mort, Bocchino interdit à ses fils de résider à Volterra. Ces dissensions risquant de dégénérer en une guerre fratricide nuisible à la paix dans toute la région, Florence, Lucques et Sienne mandatèrent des représentants en mars 1361 pour servir d’arbitres entre les deux partis. Le conflit n’étant toujours pas résolu, les Florentins envoyèrent à nouveau en juillet des ambassadeurs à Volterra. Ils y restèrent 29 jours. Ils obtinrent enfin une promesse de paix et les fils de Francesco furent admis à rentrer dans la cité. Ces troubles eurent pour conséquence, en ce même mois de juillet, que certains membres du Popolo, notamment Paolo Inghirami, commencèrent à essayer de persuader les habitants de la ville qu’il fallait ôter aux Belforti les privilèges qui leur avaient été accordés en 1343, comme celui de siéger de droit au sein de la magistrature suprême des VI Défenseurs ou celui de détenir une des clés de la cassette renfermant les noms des citoyens habilités à exercer des fonctions publiques. À la fin août, Bocchino autorisa secrètement un de ses partisans à se venger d’un serviteur des fils de Francesco, qui avait tué un membre de sa famille. Il assassina celui-ci pendant son sommeil. Il s’ensuivit une bataille urbaine entre les deux camps, pendant laquelle plusieurs amis et alliés des fils de Francesco trouvèrent la mort. Les Florentins enjoignirent à Bocchino de s’amender et de respecter sa parole de s’accorder avec ses adversaires. Le seigneur de Volterra leur promit mais les Florentins ne lui firent pas confiance et envoyèrent de nombreux soldats pour protéger la forteresse de Monteveltraio où s’étaient retranchés les fils de Francesco. Bocchino Belforti regroupa ses partisans et fit appel à des cavaliers pisans pour renforcer ses troupes. Mais il prit conscience que la puissance florentine était supérieure à la sienne. De plus, à Volterra même, l’hypothèse de perdre les privilèges autrefois accordés à sa famille, fondement de son pouvoir, se faisait de plus en plus probable. Il résolut alors de vendre sa seigneurie à la république de Pise contre 32000 florins d’or. Mais les habitants de la cité, qui eurent connaissance de ce projet, comprirent qu’ils risquaient de perdre leur indépendance. Ils prirent leurs armes, s’emparèrent par surprise des selles et des freins des cavaliers pisans alliés de Bocchino. Ils expulsèrent ceux-ci et ne leur rendirent leurs chevaux et armures qu’une fois hors du territoire de la république. Ils se rendirent par la suite au palais de Bocchino. Celui-ci essaya de se justifier et de se défendre en les exhortant à sauvegarder leur indépendance, leurs libertés et franchises que les Florentins risquaient d’abattre. Ils ne l’écoutèrent pas et le firent prisonnier ainsi que sa famille et certains de ses alliés (5 septembre).
On désigna immédiatement un nouveau capitaine du Peuple, originaire de Florence, et un nouveau podestat, originaire de Sienne. Les Florentins, ayant appris la chute de Bocchino Belforti, ordonnèrent aussitôt à un détachement de soldats (cavaliers et fantassins) de se rendre à Volterra pour maintenir l’ordre. Les habitants de la cité, pressentant l’imminence d’une confiscation du pouvoir par ces derniers, en appelèrent aux Siennois. Mais les Florentins occupèrent la forteresse principale de la ville, la rocca vecchia, construite sous la seigneurie de Gautier de Brienne. Ils s’emparèrent par la force de Montegemoli, de Montecatini et de plusieurs autres châteaux du contado. Soupçonnant les Siennois de vouloir s’emparer de la ville, ils postèrent en conséquence des hommes près des entrées du mur d’enceinte. De fait, une troupe d’une centaine de soldats siennois, composée pour moitié de cavaliers et pour moitié d’hommes à pied, ayant à sa tête un membre de la famille Malavolti, tenta de pénétrer de nuit dans la cité. Surpris par les Florentins qui les attendaient, ils furent désarmés et privés de leurs chevaux. Ils durent quitter la ville après s’être engagés à ne plus s’opposer à eux.
Après cet évènement, les habitants de Volterra, représentés par une magistrature suprême de VI Réformateurs (Riformatori) nouvellement élus durent s’engager à rester les amis perpétuels des Florentins et à combattre leurs ennemis. Ils durent également leur concéder pour dix années la garde de la rocca vecchia, où une garnison florentine dorénavant resterait à demeure. De plus, ils devraient désormais nommer un capitaine du Peuple obligatoirement originaire de Florence. Ils devraient également s’abstenir de nommer à tout autre poste public, et notamment à celui de podestat, un homme qui serait originaire de Pise ou de toute autre contrée dans un rayon de 30 milles autour de Volterra, sauf s’il s’agissait d’un Florentin ou d’un membre de la famille Ciacconi, de San Miniato. De fait, Volterra perdit son indépendance et fut assujettie à la tutelle florentine, tout en préservant formellement ses institutions.
Quant à Bocchino Belforti, son sort fut rapidement scellé. Giovanni Inghirami, membre éminent du Popolo, n’eut de cesse de rappeler aux VI Réformateurs les exactions et violences commises par l’ancien seigneur de Volterra et la sujétion insupportable dans laquelle lui et sa famille avaient plongé les citoyens. Les VI décrétèrent sa mort le 18 septembre. Le dimanche matin 10 octobre 1361, il fut décapité sur la place des Prieurs.

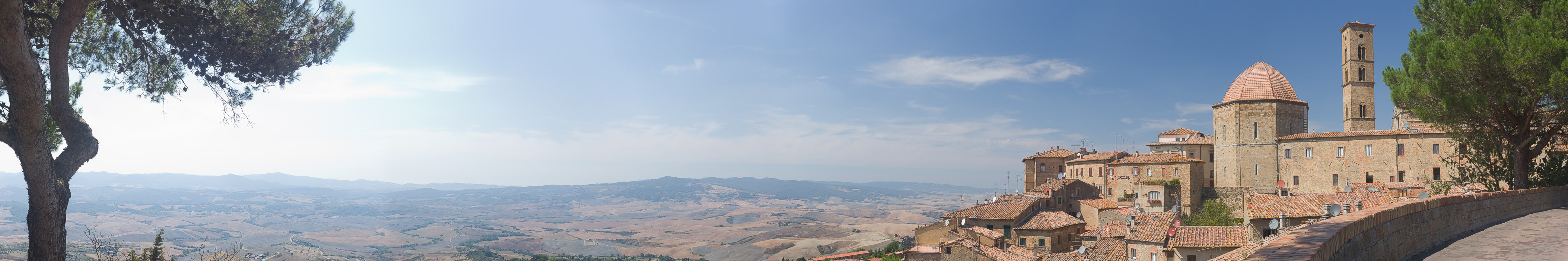
La cité de Volterra et la campagne environnante. On distingue à droite le dôme du baptistère et le campanile de la cathédrale.

#### La régression continue de l'autonomie et des libertés communales
Ces évènements conduisent traditionnellement à retenir cette année 1361 comme étant celle de la fin de l’indépendance de Volterra. Celle-ci conserva cependant ses institutions et préserva une certaine autonomie. Elle s’attacha pendant le siècle qui suivit à résister à l’emprise de plus en plus forte de la République florentine. Mais elle dut progressivement céder aux exigences de cette dernière et renoncer à ses libertés communales pour finir par être totalement intégrée à l’État médicéen à la fin du XVe siècle.
Ainsi le 27 octobre 1361, Florence obtint la possibilité de fortifier et aménager la rocca vecchia comme elle l’entendrait, sans toutefois pouvoir l’agrandir.
Par ailleurs, alors que les autorités de Volterra venaient d’exclure les membres de la famille Belforti de toute charge publique, de déclarer que toute future réforme des institutions qui accorderait immunité ou privilèges aux membres de cette famille serait nulle, et alors de surcroît qu’elles venaient de confisquer tous les biens de Bocchino, les ambassadeurs florentins présents dans la cité imposèrent que celle-ci libère les membres de cette famille les plus jeunes, et qui avaient été incarcérés.
En 1364, Volterra dut soutenir Florence dans sa guerre contre Pise.
Les années suivantes des réformes institutionnelles furent réalisées. Elles eurent pour effet de réduire l’audience des citoyens au sein de la république. Ainsi en 1365 le nombre des membres de la Magistrature suprême des XII Défenseurs fut ramené à 9. Ils s’appelèrent désormais les Magistrati del Popolo. En juillet 1368 une autre réforme du Statuto entraîna, entre autres dispositions, la suppression du Consiglio Generale, l’organe de représentation le plus large de la république, ce qui exclut de la participation politique une grande partie des citoyens.
Le 28 juin 1369, la république de Florence dépêcha un ambassadeur à Volterra, Alamanno di Francesco Salviati, dans le but de faire trois propositions afin de garantir la paix entre les habitants de la Commune et les partisans des Belforti qui avaient été chassés de la ville. La première consistait en l’obligation d’admettre dans les différentes magistratures de la cité un nombre suffisant de représentants des exilés et d’imposer que les décisions prises par ces organes le seraient à l’unanimité. La seconde consistait à réserver au capitaine du Peuple, à l’exclusion de toute autre institution, et notamment du podestat, le pouvoir de rétablir l’ordre en cas de troubles causés à l’État ou à la paix publique par l’une ou l’autre des factions. La troisième consistait à remettre aux autorités florentines la faculté d’élaborer les conditions de la paix entre les deux partis. Ces propositions furent acceptées par les autorités de Volterra. Elles entrainèrent de fait une ingérence renforcée de Florence dans les affaires intérieures de la Commune car le capitaine du Peuple, obligatoirement florentin depuis 1361, disposait désormais seul du pouvoir de régler les conflits entre les deux factions de la ville, l’instabilité politique étant entretenue dans le même temps par l’obligation institutionnelle de partager les postes de magistrats entre les pro et les anti Belforti et d’obtenir l’unanimité des décisions dans ces collèges.
Au mois d’août de cette même année, les Florentins imposèrent la paix entre Volterra et les membres de la famille Belforti. Ces derniers furent absous de toutes les peines auxquelles ils avaient été condamnés et recouvrèrent tous leurs biens, notamment immobiliers, qui n’avaient pas été détruits. Mais dorénavant ils devraient obtenir une autorisation pour pouvoir pénétrer sur les territoires tant de Volterra que de Florence.
Le 4 février 1370, grâce à l’entremise des Florentins, les derniers partisans des Belforti retranchés dans leurs places fortes du contado signèrent la paix avec les autorités de la république de Volterra. Selon les termes de l’accord, les exilés furent absous des peines dont ils avaient été frappés, ils recouvrèrent leurs biens et purent revenir librement à Volterra. En contrepartie, ils s’engagèrent à rendre les châteaux qu’ils occupaient, à l’exception de celui de Monterufoli, dont la garde leur fut confiée. Six jours plus tard, on confirma le partage des sièges dans les différentes magistratures de la Commune. Le 28 février enfin, pour éviter à l'avenir toute guerre civile, on interdit le port des armes par les citoyens dans l’enceinte de la cité.
Le 19 octobre de cette même année 1370, les pouvoirs du capitaine du Peuple de Volterra furent renforcés, à la demande des Florentins. Il lui fut attribué dorénavant le commandement de la garde de la cité. À ce titre, on lui confia les clés des portes de la ville, ce qui lui avait toujours été refusé jusqu’à cette date. Les Florentins consentirent seulement à laisser aux autorités de Volterra un double de la clé du quartier inférieur (terziere inferiore), le capitaine du Peuple disposant de l’autre et commandant en outre les deux sentinelles qui devaient jour et nuit rester dans la tour de la porte de ce quartier (la Torre di San Stefano, plus tard Torre di San Francesco).
Les années suivantes, les autorités de Volterra s’efforcèrent de maintenir l’intégrité territoriale du contado, alors que plusieurs châteaux détenus par les insurgés n’avaient toujours pas été rendus. Plus encore, certains de ces insurgés s’étaient donnés à la république de Florence. Celle-ci reconnut la souveraineté de Volterra sur ces places fortes mais rechigna à rendre Montecastelli. Le gouvernement de Volterra, agacé par cette situation, dépêcha des ambassadeurs à Florence le 10 juillet 1381, avec la mission de récupérer Montecastelli. Les Florentins n’acceptèrent de rendre ce château qu’après un avis en ce sens de cinq jurisconsultes.
Cette même année 1381, le 6 août, les hommes du château épiscopal de Berignone se donnèrent à la Commune. En avril de l’année suivante on négocia avec l’évêque Simone dei Pagani da Reggio, établi à cette époque à San Gimignano, les conditions de la restitution de cette forteresse, pendant longtemps résidence des évêques de Volterra et  place où étaient conservées les archives du diocèse. Simone Pagani accepta à contrecœur de laisser Berignone à la garde de Volterra pendant cinq années, à l’issue desquelles il pourrait récupérer le château, sous la condition de n’y nommer comme vicomtes et recteurs (rettori) que des citoyens de Volterra. Cet évènement fut une des dernières manifestations de la souveraineté de la république.
En décembre 1384, la cité prêta de l’argent à Florence pour l’acquisition d’Arezzo.
À la fin de l’année 1385 et au commencement de l’année 1386, de nouvelles réformes affaiblirent considérablement l’autonomie de Volterra. En effet, les Florentins exigèrent que le capitaine du Peuple et le châtelain de la forteresse soient désormais choisis par eux-mêmes, et non plus par les autorités de la commune de Volterra. Ils exigèrent également de pouvoir modifier directement les statuts de la République qui porteraient atteinte aux pouvoirs du capitaine. Ils imposèrent par ailleurs que ce dernier dispose désormais du pouvoir de faire des propositions devant les différents Conseils communaux concernant les affaires publiques, à l’exception de celles susceptibles de diminuer son propre pouvoir ou son autorité. Volterra ne put résister à ces injonctions et adopta le 30 décembre 1385 ces mesures qui portèrent un coup fatal à sa souveraineté. Les jours suivants, les Florentins imposèrent encore de nouvelles dispositions. Ils dictèrent aux magistrats de Volterra un certain nombre de décisions à prendre concernant les châtellenies du contado. Ils décrétèrent que le capitaine du Peuple devrait prêter serment dans les mêmes termes que celui de Pistoia (ce serment étant très favorable aux Florentins), puis quelques jours plus tard, qu’il disposerait strictement des mêmes pouvoirs que celui de Pistoia. Le 20 janvier ils décidèrent de lui allouer un minimum de deux pages et de deux cavaliers pour sa suite et d’augmenter son salaire qui passa de 2500 à 2800 lires. Ils confirmèrent qu’il disposerait de toutes les clés de la cité, à l’exception de celle de la forteresse, attribuée au châtelain. Ils imposèrent encore à Volterra que les propositions de grâce concernant la peine capitale ne seraient plus étudiées par les Conseils de la cité sans que les Prieurs et le gonfalonier de Justice de Florence aient donné leur permission. Pour finir, ils autorisèrent tout citoyen de Volterra à fournir à Florence toute denrée en échange de la possibilité, étudiée par les autorités florentines elles-mêmes, de les exempter du paiement de la grande gabelle.
En 1392 la république de Volterra fut contrainte de concéder aux Florentins pour une nouvelle période de dix années la garde de la rocca vecchia, après avoir tergiversé plusieurs mois.
Le 29 décembre 1394, Volterra obtint de l’évêque Antonio Ier Cipolloni la juridiction partagée sur le château de Berignone, dans les mêmes termes que pour ceux de Sasso et Montecerboli, avec la nomination conjointe des recteurs (rettori) par la Commune et par l’évêque.
En 1395, les Florentins exigèrent de Volterra une grosse somme d’argent. Jacopo di Giovanni, de la famille Inghirami, affirma que cette prétention constituait une violation des accords signés entre les deux cités et qu’elle ne pourrait qu’entraîner une révolte des citoyens de Volterra. Pour ces propos, il fut emprisonné à Florence, dans le Carcere delle Stinche. Les Florentins prirent néanmoins conscience que le risque de soulèvement des habitants était sérieux, et différèrent l’encaissement des sommes demandées.
Les années suivantes, Volterra fut entraînée par la république de Florence dans ses guerres contre d’autres puissances italiennes, et notamment le duc de Milan Jean-Galéas Visconti. Une armée milanaise, conduite par le comte Alberico da Barbiano, ravagea le contado de Volterra en 1397, ce qui occasionna une grande famine qui dura 18 mois et réduisit nombre d’habitants, qui avaient perdu leur maison, à la mendicité. Face à cette situation, les autorités de la ville durent suspendre la perception des impôts l’année suivante. En 1400, les Siennois alliés du duc de Milan s’emparèrent du château de Berignone. Ils le rendirent le 11 avril de cette même année, après la signature de la paix entre les Milanais et les Vénitiens alliés des Florentins. Ces guerres entraînèrent, toujours en 1400, dans le territoire de Volterra comme dans d’autres contrées en Italie, une épidémie de peste qui débuta au printemps et fit un nombre croissant de victimes les mois suivants, au fur et à mesure que la température augmentait.
En 1411 l’intégrité du contado de Volterra fut remise en cause à l’occasion de la résurgence du conflit frontalier avec San Gimignano.Volterra prétendait qu’on pouvait discerner, en un lieu appelé Tasciona, près de la pointe du Poggio del Cornocchio, les vestiges de thermes antiques qui avaient dépendu d’elle. San Gimignano niait qu’il y eut là de telles ruines. Le différend, contrairement au siècle précédent, ne fut pas réglé par une guerre mais par l’arbitrage de six nobles florentins. Les deux cités envoyèrent à Florence deux représentants chacune pour défendre leurs positions respectives. Le 11 juillet, les arbitres tranchèrent en faveur de San Gimignano. Volterra contesta cette décision, mais ne fut pas en mesure de s’y opposer. Par la suite, San Gimignano semble avoir occupé ce lieu et plus aucun document ne fait mention de ce litige.

#### Le soulèvement de 1429 mené par Giusto Landini
En 1427, les Florentins imposèrent aux citoyens de Volterra une mesure fiscale attentatoire aux libertés communales, ce qui eut de graves conséquences par la suite.
En effet, les officiers du Cadastre de Florence ordonnèrent cette année-là au capitaine du Peuple de Volterra de publier une décision selon laquelle tous les habitants de la cité possédant des biens fonciers devraient les déclarer. Cette publication provoqua un grand émoi dans la population de Volterra, qui considérait que cette obligation déclarative était contraire aux accords passés entre les deux républiques. Le 28 juin, les autorités de la ville envoyèrent deux ambassadeurs à Florence, Ottavio di Giovanni di Biagio et Giusto di Jacopo Naldini, dans le but d’obtenir l’annulation de cette décision en opposant le fait que les habitants de Volterra n’étaient pas citoyens florentins et que leur territoire ne faisait pas partie du contado florentin. Les Prieurs et le gonfalonier de Justice de Florence (la plus haute autorité de cet État) nommèrent une première Commission pour instruire la demande de ces ambassadeurs. Peu de temps après, le rapporteur de cette Commission, Tommaso Salvetti, juge et avocat, exposa devant ces mêmes Prieurs et gonfalonier de Justice un avis favorable à Volterra. Selon ces conclusions, les habitants n'étaient plus contraints de déclarer les biens qu’ils possédaient dans le contado de Volterra, mais uniquement ceux situés dans le contado de Florence. À l’unanimité, les Prieurs et le gonfalonier en validèrent les termes le 19 juillet 1427. Un recensement de ces biens florentins appartenant à des citoyens de Volterra, diligenté par le même Tommaso Salvetti et par un dénommé Nello da Sangimignano, docteur en droit, débuta d’ailleurs le 28 de ce mois.

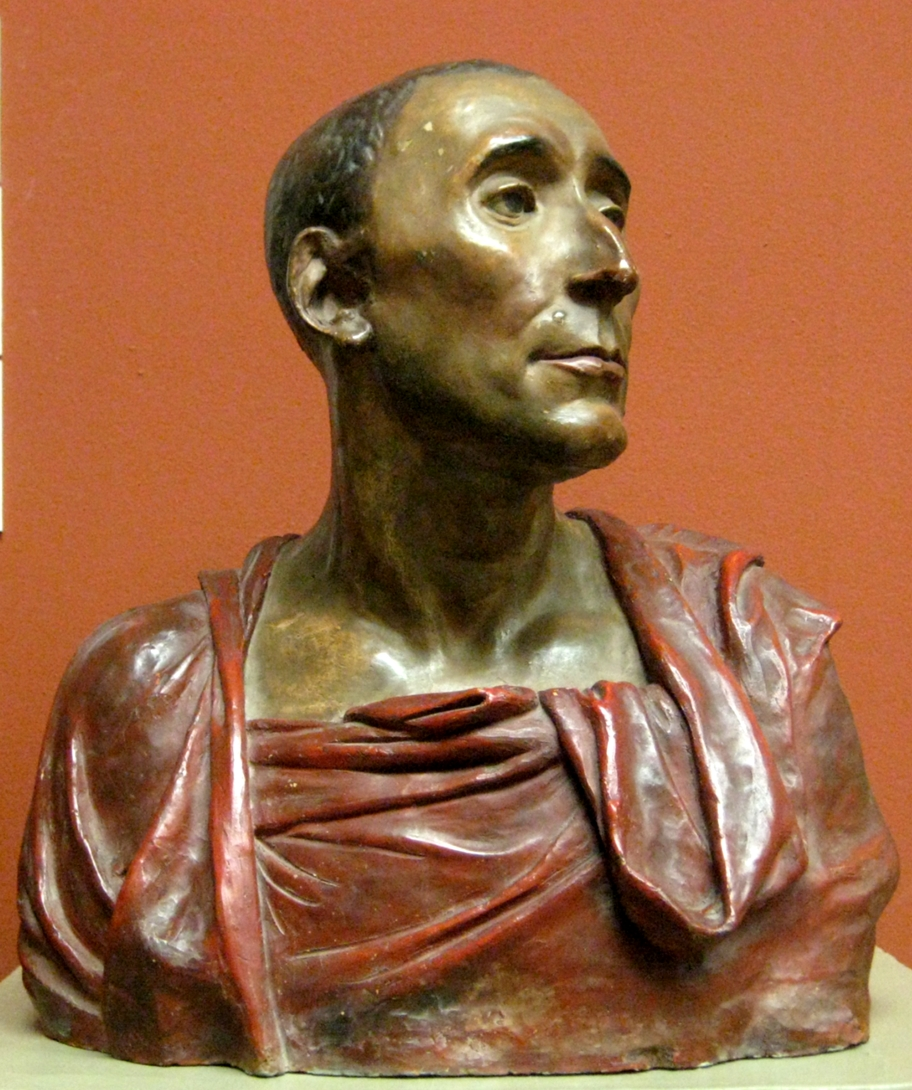
Niccolò da Uzzano, qui imposa le cadastre florentin sur le territoire de Volterra puis fit partie du Conseil des Dix chargé d'organiser la répression du soulèvement de la cité (buste en plâtre peint, par Donatello, vers 1432).

Mais peu de temps après, un parti hostile aux intérêts de Volterra prit le pouvoir à Florence. Sous l’impulsion de Niccolò da Uzzano, une nouvelle Commission fut convoquée, qui rendit des conclusions contraires aux précédentes. Les autorités de Volterra envoyèrent alors à plusieurs reprises des ambassadeurs pour plaider la cause de leur cité, mais après de nombreuses réunions et discussions ces derniers n’obtinrent aucun résultat. Elles finirent par faire savoir aux Florentins qu’elles refuseraient de se plier à leurs exigences, d’autant plus que la première Commission avait tranché en leur faveur. Cet entêtement conduisit le gouvernement de Florence à faire emprisonner tous les ambassadeurs qui se présentèrent par la suite dans la ville. 18 au total furent incarcérés. Cosme de Médicis, ennemi politique de Niccolò da Uzzano et favorable à Volterra, vint régulièrement leur rendre visite. Le gouvernement de Volterra lui écrivit le 12 décembre 1428 pour lui demander d’intervenir en faveur de leur cause, sans résultat. Finalement, les prisonniers, fatigués par de longs mois de privations, promirent aux Florentins que Volterra se soumettrait à leurs injonctions. Ils furent aussitôt libérés (1429).
Revenus à Volterra, il leur fut reproché d’avoir bradé les libertés communales. Les citoyens décidèrent alors de se débarrasser de la tyrannie florentine. Les bourgeois de la ville proposèrent à l’un d’entre eux, Giovanni Contugi, d’être leur chef. Celui-ci refusa, soit qu’il mesurât la difficulté de commander à un Peuple en armes, soit qu’il fût persuadé que ce soulèvement était voué à l’échec face à la puissance florentine. Le commandement fut alors offert à Giusto Landini. Celui-ci n’eut pas besoin de nombreux encouragements pour accepter car il avait un caractère noble et fougueux et voulait se venger personnellement des Florentins qui l’avaient emprisonné alors qu’il avait été envoyé l’année précédente en ambassade auprès d’eux. De plus, il envisageait probablement de profiter de ces circonstances pour se faire proclamer seigneur de Volterra. Ainsi, il parcourut les rues de la ville aux cris de « Viva il Popolo, viva la libertà, viva Volterra » et rassembla autour de lui un grand nombre de citoyens du Popolo et surtout de la Plèbe, auprès de laquelle il trouva un grand écho. Aussitôt après, il se rendit avec son escorte au palais où résidait le capitaine du Peuple, Lorenzo Amadori il Grasso, le fit chasser et s’empara des clés de la cité. Puis il alla à la forteresse et s’en rendit maître. Face à cette toute-puissance de Giusto Landini, soutenu par une large fraction des citoyens, les Prieurs de la ville furent effrayés des conséquences que ce soulèvement pourrait avoir, y compris pour eux-mêmes. Ils envoyèrent donc auprès de lui deux représentants, Antonio Broccardi et un membre de sa famille, Michele Landini, pour savoir ce qu’il entendait faire désormais. Giusto Landini leur répondit qu’il ne désirait que préserver la liberté de la cité et du Peuple et que d’ailleurs le Peuple l’avait nommé capitaine à cette fin. Il précisa que rien ne serait fait aux magistrats de Volterra qui respecteraient cette décision. Les Prieurs s’inclinèrent et demandèrent à leur chancelier Piero Gualfredini da Verona de se rendre auprès de lui pour recevoir sa prestation de serment (giuramento) en tant que nouveau capitaine du Peuple. Investi officiellement de cette charge, il se rendit le jour suivant à l’abbaye de San Giusto où il arrêta et fit jeter en prison l’abbé Bernardo della Rena, qui était florentin. Il s’empara par la suite également de la forteresse de Monteveltraio.
Ces évènements firent grand bruit à Florence. Le gouvernement de la cité décida de tout faire pour recouvrer le contrôle de Volterra et pour châtier les rebelles. On élit un Conseil de 10 membres pour organiser la riposte. Parmi ceux-ci, on nomma Rinaldo degli Albizzi et Palla Strozzi commissaires, chargés à ce titre d’exécuter les décisions du Conseil. Ils réunirent des gens d’armes et levèrent des troupes importantes dans le Val d’Arno inférieur et dans le contado pisan. De plus, ayant appris que le condottiere Niccolò Fortebraccio était en Toscane, à Fucecchio, ils firent appel à ses services (octobre 1429). Les troupes de Fortebraccio rejoignirent celles des deux commissaires et l’armée ainsi formée assiégea Volterra. Giusto Landini ne douta pas que les Florentins finiraient par donner l’assaut. Cependant, il était certain que la cité, par la configuration des lieux et la puissance de sa forteresse, serait capable de résister suffisamment longtemps en attendant une aide extérieure. Il comptait précisément sur celle de Sienne et sur celle de Lucques. Mais ni l’une ni l’autre de ces villes ne répondirent à son appel. À Sienne, les Florentins avaient pris les devants et avaient envoyé un ambassadeur, Neri Capponi, pour s’assurer que les Siennois n’interviendraient pas. Ceux-ci assurèrent les Florentins qu’ils étaient leurs alliés. En ce qui concerne Lucques, Paolo Guinigi, le seigneur de cette ville, qui avait été allié du duc de Milan dans la guerre contre Florence et Venise quelques années auparavant, craignant que les Florentins lui fassent payer cette alliance un jour, profita de cette occasion pour leur donner des gages. Il leur livra même l’envoyé de Giusto Landini. Ce dernier, isolé et se sachant perdu, ne manqua pas de force de caractère et refusa de se rendre, préférant mourir comme capitaine du Peuple de Volterra que de privations dans les geôles florentines ou décapité comme rebelle sur la Piazza San Pulinari.
Mais ce n’est pas des Florentins que vint le coup fatal. Ercolano Contugi, apparenté à ce Giovanni Contugi auquel on avait voulu confier initialement la direction de la rébellion, était un citoyen d’une grande autorité. Craignant la ruine de la cité et lassé par les insolences de la Plèbe, il se rapprocha des Prieurs pour les convaincre d’agir. Ceux-ci, qui de leur côté n’étaient toujours pas rassurés sur le sort qui leur serait réservé par Giusto Landini, se laissèrent persuader d’en finir avec ce dernier. Ils projetèrent donc de l’assassiner. Comme il n’était pas aisé de l’approcher, car il était en permanence entouré d’hommes armés, ces magistrats lui firent savoir qu’ils désiraient le voir pour s’entretenir secrètement avec lui. Landini, ne suspectant rien, se rendit au Palais des Prieurs et laissa son escorte à l’entrée. Il n’avait pas encore pénétré dans la salle d’audience qu’il fut assailli par Ercolano Contugi et les autres conjurés qui le frappèrent de leurs armes, dos à un mur. Giusto Landini porta la main à son épée et se défendit courageusement. Il tua deux de ses agresseurs mais succomba sous le nombre. Écroulé sur le sol, il fut emporté par ses assaillants et, alors qu’il respirait encore, jeté par une fenêtre du Palais sur la Place (7 novembre 1429). Alors que les assassins, en commettant cet acte, criaient « Viva il buono Stato della città di Volterra, i buoni Cittadini, e l’amicizia col Comune di Firenze », la foule effrayée par ces cris et par la vision du corps ensanglanté, baissa les armes. Les Prieurs reprirent ainsi le pouvoir dans la cité. Ils mandatèrent Ercolano Contugi et Ottaviano Barlettani auprès des commissaires florentins Albizzi et Strozzi pour les informer de la mort de Landini, et pour les inviter à entrer dans Volterra, ce qu’ils firent trois jours plus tard.
Après cette reddition, Volterra fut épargnée, mais de sévères sanctions furent prises. La cité perdit le droit d’élire son podestat, premier magistrat et symbole de la république. Tous ses pouvoirs furent dévolus au capitaine du Peuple. De plus, les Florentins décidèrent de construire une nouvelle forteresse sur le site de la rocca vecchia. Enfin, ils décidèrent d’investir les châteaux de Monteveltraio et Silano pour les maintenir directement sous leur garde. Ils confirmèrent en outre toutes les dispositions relatives à la réforme cadastrale, qui avaient été à l’origine du soulèvement.
Cependant ces sanctions furent rapidement levées. En effet, la guerre reprit entre Florence, Venise, et le nouveau pape Eugène IV d’une part, et Milan et l’empereur Sigismond de Luxembourg d’autre part. Elle eut des conséquences directes pour Volterra car les troupes de Lucques, cité alliée des Milanais, commandées par Niccolò Piccinino et le comte Antonio da Pontadera s’emparèrent de nombreuses châtellenies du contado (avril et mai 1431). De plus, le seigneur de Piombino s’empara de Monteverde. Les autorités de la ville écrivirent à leur ambassadeur à Florence, Bartolomeo di Paolino, qui y avait été envoyé dans le cadre de cette guerre, pour lui enjoindre d’obtenir des Florentins que soient rendus à la Commune la dignité et les honneurs dont elle avait été spoliée en 1429 (lettre du 21 septembre) et que les conclusions de Salvetti et Sangimignano concernant la réforme cadastrale soient retenues (lettre du 21 octobre). Les Florentins, ne voulant pas risquer un autre soulèvement de Volterra alors qu’ils étaient en guerre, déclarèrent solennellement le 30 octobre 1431, avec de grandes manifestations publiques d’estime, que celle-ci devait être rétablie dans ses dignités et positions d’avant la révolte d’octobre 1429. Par la suite, lorsque l’empereur Sigismond, passant non loin de Volterra, tenta de rallier la cité à sa coalition, celle-ci refusa,.

#### Les déprédations causées par Alphonse d'Aragon dans lecontadode Volterra

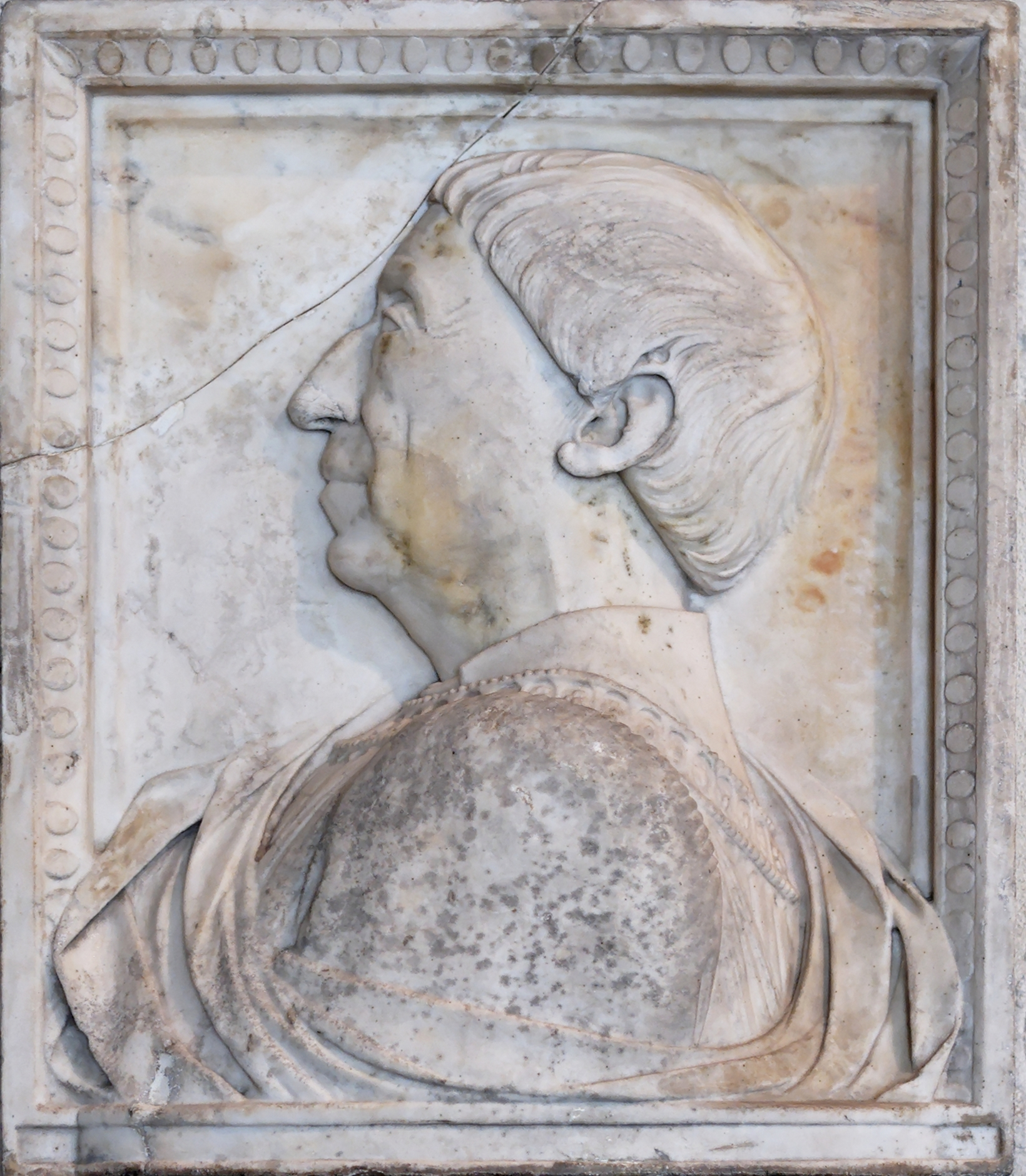
Alphonse le Magnanime, roi d'Aragon, de Naples et de Sicile. Portrait attribué à Mino da Fiesole (Musée du Louvre).

Après ces évènements, Volterra resta à l’écart des conflits qui agitèrent la péninsule et connut une relative tranquillité pendant une quinzaine d’années.
Mais en 1447, les hostilités reprirent entre les Vénitiens et les Milanais. Ces derniers envoyèrent auprès des autorités de la république de Volterra une estafette pour leur proposer une alliance. Le gouvernement de la cité refusa cette offre, dans un souci de sauvegarder l’amitié retrouvée des Florentins, eux-mêmes toujours alliés des Vénitiens.
C’est dans ce contexte que, cette même année, le roi de Naples Alphonse d’Aragon, allié du duc de Milan Philippe-Marie Visconti, décida d’envahir le territoire de Florence. Malgré la mort du duc intervenue en août, il persista dans son entreprise. Il se rendit d’abord à Tivoli, où furent organisées de magnifiques cérémonies pour rendre hommage à Philippe-Marie, puis il arriva en Toscane, à Montepulciano. Dans cette cité, il reçut des ambassadeurs florentins mais n’obtint pas d’eux que Florence rompe son alliance avec Venise. Il résolut alors d’avancer avec son armée plus avant en territoire toscan. Il constata cependant qu’il ne pourrait pas emprunter la route vers le Val d’Arno, bien protégée, et décida à la fin octobre d’emprunter la route vers le contado de Volterra. Le 10 novembre, il occupa Ripomarancie, qu’il mit à sac pour provoquer l’effroi dans les autres places fortes de la région. Cette politique de terreur porta ses fruits et aussitôt les châteaux de Castronovo, Sasso, Cornia (possession de la famille Rossi) et Monteverde se donnèrent à lui. Il s’empara en outre de ceux de Montegemoli, San Dalmatio, Querceto et Gello. Il détruisit une grande partie des maisons qui étaient dans ces châtellenies et il s’empara des édifices dans lesquels on produisait du sel, du soufre, du vitriol et de l’alun, ce qui priva Volterra d’une grande partie de ses ressources. En outre, de grandes quantités de grain et de nombreuses têtes de bétail furent perdues. La famine menaçait. La cité demanda alors aux Florentins une plus large autonomie pour s’organiser plus efficacement et avec une plus grande réactivité. Cela lui fut accordé. Le Consiglio del Pieno Dominio octroya aussitôt les pleins pouvoirs à huit citoyens pour faire face aux graves évènements en cours.
En août 1448, Florence envoya des troupes dans la Maremme de Pise. Elles étaient commandées par Bernardetto de Medicis et Neri Capponi. Cantonnées dans la région de Riparbella, elles finirent par reprendre cette ville qui était occupée par les Napolitains. Puis elles pénétrèrent dans le contado de Volterra et reprirent Ripomarancie ainsi que de nombreux autres châteaux. La Commune profita des revers du roi Alphonse pour négocier la paix par l’intercession de l’évêque de Modène, Jacopo-Antonio della Torre. Celle-ci fut effective en septembre, mois au cours duquel Volterra récupéra encore Monteverde.
Alphonse d’Aragon ayant quitté le territoire de Volterra, seul le château de Castronovo demeura occupé. Il avait été confié à la garde d’Antonio Petrucci, citoyen de Sienne, qui refusait de le rendre. Les autorités de Volterra écrivirent à cette cité pour se plaindre de la situation, mais sans effet. Elles décidèrent alors d’employer la force pour récupérer cette place. Elles demandèrent de l’aide aux Florentins et rassemblèrent des troupes. Celles-ci, sous la conduite Luca di Maso Albizzi, du comte d’Urbino et de Giuliano Vespucci s’emparèrent du château au mois d’octobre.
Les nombreuses destructions causées par le roi de Naples entraînèrent de grandes difficultés financières pour la république de Volterra, encore aggravées par le fait qu’elle avait dû fournir à ses frais 50 soldats à Florence dans l’expédition que cette dernière mena contre Castiglione della Pescaia. Le 12 décembre 1449, elle obtint cependant de celle-ci la remise d’une dette de 2000 florins, ainsi que l’exemption pour cinq ans du reversement de la taille, qui se chiffrait à environ 1000 florins par année.
En 1452, Alphonse d’Aragon reprit les hostilités contre les Florentins. Le 11 juin, des cavaliers napolitains cantonnés à Castiglione della Pescaia pillèrent le territoire de Volterra et s’emparèrent d’un important butin en hommes et en bêtes. Ce fut le seul évènement dont la Commune eut à souffrir à l’occasion de ce nouveau conflit.
Pendant les vingt années qui suivirent, aucun fait marquant ne vint troubler la paix retrouvée de la cité.

#### La fin de la république

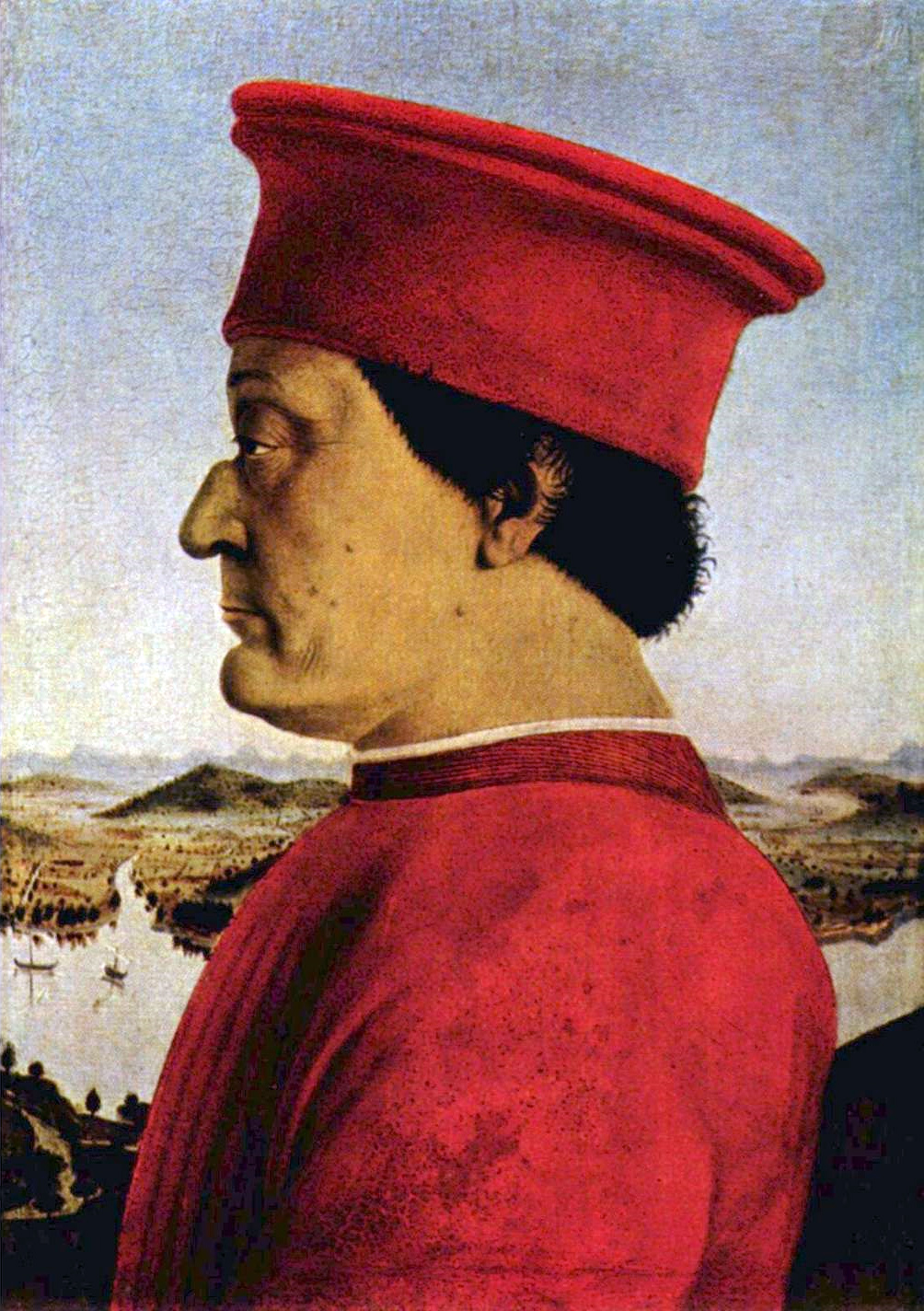
Frédéric de Montefeltro, duc d'Urbino, qui assiégea et mit à sac Volterra en 1472. Portrait peint par Piero della Francesca vers 1464-1466.

En cette fin de XVe siècle, le temps des Communes était terminé en Italie. Les cités les plus faibles avaient disparu et de véritables États régionaux s’étaient construits dans toute la péninsule. La nature collégiale du gouvernement républicain faisait place peu à peu à une nouvelle forme de pouvoir, celui d’un seul homme, le principat. En Toscane, il ne subsistait plus que deux puissances, la république de Florence et la république de Sienne. La première était gouvernée par une oligarchie dirigée par la famille Médicis. La seconde allait être gouvernée à partir de 1487 par la famille Petrucci. La république de Volterra, quoique n’étant plus totalement indépendante, bénéficiait encore d’une large autonomie. À ce titre, elle était devenue une exception dans le paysage politique, le témoignage d’une époque révolue.
C’est dans ce contexte que les Florentins, désireux de construire un État cohérent et mieux centralisé pour faire face aux puissances concurrentes, montèrent l’expédition qui aboutit à la ruine de la république de Volterra en 1472. Les motifs immédiats ne furent que des prétextes, au regard de la disproportion des moyens engagés.
Tout commença lorsque les autorités de Volterra décidèrent en janvier 1471 de concéder l’exploitation des mines d’alun en certains lieux du territoire à des hommes originaires de Volterra, mais aussi de Sienne et de Florence. Un certain nombre de citoyens s’opposa à cette décision, en avançant que les règles de procédure prévues par les lois de la République pour ces concessions n’avaient pas été respectées. D’autres au contraire prétendirent que celles-ci avaient valablement été faites. Les opposants persistèrent. Le 8 janvier 1471, on décida alors de s’en remettre à l’arbitrage de Laurent de Médicis. Le 14, le principe de cet arbitrage fut accepté par les Florentins. Mais des manifestations eurent lieu à Volterra contre les bénéficiaires des autorisations d’exploitation minière, notamment florentins.
À Florence, on prit prétexte de ces manifestations pour affirmer que Volterra avait gravement offensé et méprisé la ville en n’attendant pas la décision arbitrale. Le parti modéré fut mis en minorité. On décida de punir la cité. En fait, un véritable plan de bataille fut mené pour s’en emparer. Pour commencer, on nomma un Conseil de vingt citoyens pour organiser la guerre. Selon l’usage, deux furent choisis parmi les vingt pour être commissaires et à ce titre accompagner l’armée : Bongianni Gianfigliazzi et Jacopo Guicciardini. Cent mille écus furent réunis pour financer la guerre. On leva 2000 cavaliers et 5000 fantassins, qui se rassemblèrent à Pise. Toujours selon l’usage, on choisit un capitaine général pour diriger les opérations militaires. Un des plus grands condottieri de ce temps fut recruté : Frédéric de Montefeltro, duc d’Urbino. Il rejoignit l’armée cantonnée à Pise en mai 1472, à la tête de 500 cavaliers supplémentaires.
Les Florentins pénétrèrent sur le territoire de Volterra le 10 mai 1472. Aussitôt, devant une telle puissance, les châteaux du contado se soumirent, à l’exception de Montecatini, qui se rendit quelques jours plus tard. Puis l’armée florentine mit le siège devant la cité. Ce siège dura peu de temps, 20 ou 25 jours. En effet, les habitants de la ville, face à la puissance de l’armée de leurs assaillants et face à leur obstination, rapidement décidèrent de se rendre. Ils pensaient qu’ils auraient tout intérêt à baisser les armes et comptaient sur la magnanimité des Florentins, comme lors du siège de 1429. Ainsi, ils leur firent savoir, par l’intermédiaire de Jacopo, seigneur de la Sassetta, et du marquis de Fosdinovo qu’ils leur obéiraient s’ils consentaient à signer des traités honnêtes. Des engagements furent pris et Volterra finit par ouvrir ses portes aux assiégeants.

#### Sac de Volterra
Mais le 18 juin, la cité fut mise à sac dans des conditions troubles. La plupart des auteurs écrivent qu’un officier vénitien, de la garde de la cité de Volterra, se rendit une nuit à une brèche, dans le mur d’enceinte, et de là cria « au sac ! » (« al sacco ! ») en direction des auxiliaires milanais de l’armée florentine qui campaient à l’extérieur. Cependant, certains de ces auteurs affirment par ailleurs que l’ordre de mettre la ville à sac avait été donné par le duc d’Urbino lui-même. Force est de constater qu’il ne fit aucun geste pour empêcher les pillages. La ruine de la cité avait peut-être été préméditée par les Florentins afin de la réduire définitivement à l’obéissance, et d’empêcher toute révolte à l’avenir. Mais ceci n’est qu’une hypothèse.

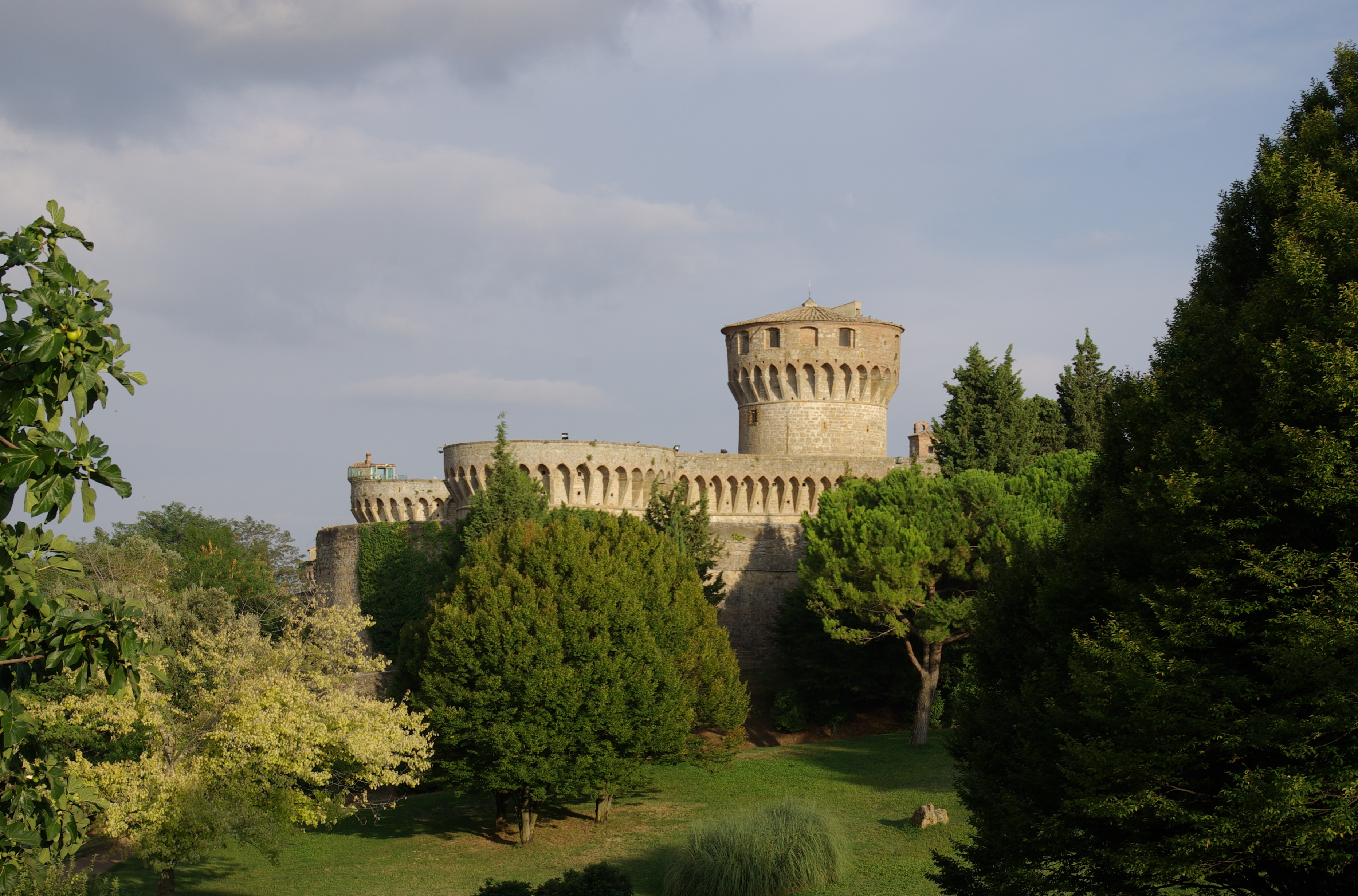
La forteresse médicéenne, symbole de la souveraineté de Florence sur Volterra.

En tout état de cause, Volterra perdit toute autonomie après cet évènement. Le podestat, symbole de la république, fut supprimé. La magistrature suprême des Prieurs, le cœur du pouvoir, fut préservée mais privée de toute substance. Le capitaine du Peuple, florentin nommé par les Florentins depuis 1385, devint le véritable maître de la cité. Afin de montrer à tous que désormais Florence gouvernerait Volterra, le capitaine du Peuple déménagea du Palazzo Pretorio pour s’installer dans le Palazzo dei Priori.
Sur le plan économique, on décréta que les pâturages et tenures, ainsi que les nombreuses mines du contado seraient désormais exploités par Florence. Sur le plan fiscal, on décida que le droit de percevoir la gabelle sur le territoire de Volterra serait également dévolu à Florence. Nombreux furent ceux qui, privés de tout revenu à cause de ces mesures, voulurent vendre leurs biens et s’exiler, mais à la fin juillet les Florentins interdirent que les biens fonciers des citoyens de Volterra fussent vendus à d’autres qu’à des habitants de Volterra, sous peine d’annulation du contrat. Les notaires qui rédigeraient de tels actes devraient payer une amende de 100 florins. Cette résolution fut prise à l’instigation de Laurent de Médicis, afin de maintenir sur ce territoire une population suffisante. Le 30 juillet, le Conseil des Vingt revint sur un certain nombre de ces décisions. Il considéra en effet que les salines et les mines de Volterra étaient d’un intérêt mineur pour Florence. Il permit donc à la cité d’exploiter à nouveau le sel, le soufre et le vitriol, ainsi que de percevoir la gabelle directement. Elle devrait cependant reverser chaque année à Florence 1000 florins d’or pour bénéficier de ces droits. Les Florentins se réservèrent l’exploitation de l’alun, du bois, des pâturages et des tenures. Le droit d’exploiter les deux derniers sera revendu aux habitants de Volterra le 8 janvier 1481.
Pour éviter à l’avenir toute rébellion, on construisit à l’emplacement de la rocca vecchia une nouvelle forteresse, la rocca nuova, ou forteresse médicéenne, achevée en 1475. Une grosse tour fut érigée à l’intérieur, nommée il Maschio, avec plusieurs prisons. Cette forteresse devint le symbole de la souveraineté de Florence sur Volterra.
Ainsi finit la république de Volterra. La cité et son territoire suivirent dorénavant le sort de l'État florentin.